# Club Brugge in het seizoen 2005/06
Hieronder vindt men de statistieken, de wedstrijden, de ploegsamenstellingen en de transfers van Club Brugge in het seizoen 2005/2006.

## Behaalde eindresultaat
- In de Jupiler League eindigde Club Brugge als derde met 64 punten, zes punten minder dan RSC Anderlecht, dat kampioen werd. Club won 18 wedstrijden, verloor er 6 en speelde 10 keer gelijk. Het scoorde 51 doelpunten en kreeg er 33 tegen.
- In de Beker van België werd Club Brugge in de 1/16e finale uitgeschakeld door SV Zulte Waregem (2-1).
- In de Champions League versloeg Club Brugge het Noorse Vålerenga IF in de derde voorronde. Hierdoor kon de club zich plaatsen voor de groepsfase. In groep A moest Club het opnemen tegen Juventus Turijn, Bayern München en Rapid Wien. Het eindigde derde in de groep en verkreeg hierdoor een ticket voor de 1/16e finale van de UEFA Cup. Hierin werd het uitgeschakeld door het Italiaanse AS Roma (tweemaal 2-1 verlies).

## Selectie
| Nr.           | Naam                  | Nationaliteit           | Geboortedatum | Vorige club        |
| ------------- | --------------------- | ----------------------- | ------------- | ------------------ |
| Keepers       |                       |                         |               |                    |
| 1             | Tomislav Butina       | Kroatië                 | 30-03-1974    | Dinamo Zagreb      |
| 13            | Glenn Verbauwhede     | België                  | 19-05-1985    | /                  |
| 23            | Stijn Stijnen         | België                  | 07-04-1981    | KSC Hasselt        |
| Verdedigers   |                       |                         |               |                    |
| 2             | Olivier De Cock       | België                  | 09-11-1975    | /                  |
| 4             | Joos Valgaeren        | België                  | 03-03-1976    | Celtic FC          |
| 5             | Michael Klukowski     | Canada / Polen          | 27-05-1981    | La Louvière        |
| 6             | Philippe Clement      | België                  | 22-03-1974    | Coventry City      |
| 15            | Marek Špilár          | Slowakije               | 11-02-1975    | Sigma Olomouc      |
| 17            | Ivan Gvozdenović      | Servië en Montenegro    | 19-08-1978    | Rode Ster Belgrado |
| 26            | Birger Maertens       | België                  | 28-06-1980    | /                  |
| 32            | Günther Vanaudenaerde | België                  | 23-01-1984    | /                  |
| 33            | Jason Vandelannoite   | België / Congo-Kinshasa | 06-11-1986    | /                  |
| Middenvelders |                       |                         |               |                    |
| 3             | Sven Vermant          | België                  | 04-04-1973    | FC Schalke 04      |
| 8             | Gaëtan Englebert      | België                  | 11-06-1976    | Sint-Truidense VV  |
| 11            | Jonathan Blondel      | België                  | 03-04-1984    | Tottenham Hotspur  |
| 14            | Grégory Dufer         | België                  | 19-12-1981    | SM Caen            |
| 16            | Serhij Serebrennikov  | Oekraïne                | 01-09-1976    | Dynamo Kiev        |
| 16            | Elrio van Heerden     | Zuid-Afrika             | 11-07-1983    | FC Kopenhagen      |
| 18            | Ivan Leko             | Kroatië                 | 07-02-1978    | Hajduk Split       |
| 21            | Sebastian Hermans     | België                  | 03-05-1983    | Eendracht Aalst    |
| 27            | Vincent Provoost      | België                  | 07-02-1984    | /                  |
| 28            | Bart Vlaeminck        | België                  | 29-05-1984    | /                  |
| 31            | Kevin Roelandts       | België                  | 27-08-1982    | /                  |
| Aanvallers    |                       |                         |               |                    |
| 7             | Gert Verheyen         | België                  | 20-09-1970    | RSC Anderlecht     |
| 9             | Manasseh Ishiaku      | Nigeria                 | 09-01-1983    | La Louvière        |
| 10            | Boško Balaban         | Kroatië                 | 15-10-1978    | Aston Villa        |
| 19            | Rune Lange            | Noorwegen               | 24-06-1977    | Trabzonspor        |
| 22            | Javier Portillo       | Spanje                  | 30-03-1982    | Real Madrid        |
| 29            | Dieter Van Tornhout   | België                  | 18-03-1985    | /                  |
| 30            | Victor                | Brazilië                | 23-03-1981    | Germinal Beerschot |
| 34            | Jeanvion Yulu-Matondo | België / Congo-Kinshasa | 05-01-1986    | /                  |

- = Aanvoerder

### Technische staf
| Functie         | Naam                | Nationaliteit | Opmerking                |
| --------------- | ------------------- | ------------- | ------------------------ |
| Coach           | Emilio Ferrera      | België        | Vanaf april 2006.        |
| Coach           | Jan Ceulemans       | België        | Ontslagen in april 2006. |
| Assistent-coach | René Verheyen       | België        | Ontslagen in april 2006. |
| Assistent-coach | Franky Van der Elst | België        |                          |
| Keeperstrainer  | Dany Verlinden      | België        |                          |

## Resultaten
Een overzicht van de competities waaraan Club Brugge in het seizoen 2005-2006 deelnam.
| Seizoen 2005/06  | Seizoen 2005/06 | Seizoen 2005/06                      |
| Competitie       | Resultaat       | Uitgeschakeld door / Tegenstander(s) |
| ---------------- | --------------- | ------------------------------------ |
| Eerste klasse    | Derde           |                                      |
| Beker van België | 1/16 finale     | Zulte Waregem                        |
| Supercup         | Winnaar         | Germinal Beerschot                   |
| Champions League | Groepsfase      | Bayern München, Juventus, Rapid Wien |
| UEFA Cup         | 1/16 finale     | AS Roma                              |

## Uitrustingen
Shirtsponsor(s): Dexia

Sportmerk: adidas
| Thuis | Uit | Alternatief | Doelman | Doelman | Doelman |

#### Opmerking
1. ↑  Dit werd gedragen in de uitwedstrijd tegen Genk. Dit betreft het derde shirt van het seizoen 2004–2005 op de broek en de kousen van het eerste tenue van het seizoen 2005–2006.

## Transfers

### Zomer
| Naam                 | Nationaliteit        | Van/naar            | Type       |
| -------------------- | -------------------- | ------------------- | ---------- |
| Inkomend             |                      |                     |            |
| Sven Vermant         | België               | FC Schalke 04       | Gekocht    |
| Joos Valgaeren       | België               | Celtic FC           | Gekocht    |
| Grégory Dufer        | België               | SM Caen             | Gekocht    |
| Ivan Leko            | Kroatië              | Hajduk Split        | Gekocht    |
| Javier Portillo      | Spanje               | Real Madrid         | Gehuurd    |
| Ivan Gvozdenović     | Servië en Montenegro | FC Metz             | Einde huur |
| Uitgaand             |                      |                     |            |
| Timmy Simons         | België               | PSV                 | Verkocht   |
| Peter Van der Heyden | België               | VfL Wolfsburg       | Verkocht   |
| Hans Cornelis        | België               | KRC Genk            | Verkocht   |
| Rune Lange           | Noorwegen            | Vålerenga           | Verkocht   |
| Nastja Čeh           | Slovenië             | Austria Wien        | Verkocht   |
| David Rozehnal       | Tsjechië             | Paris Saint-Germain | Verkocht   |

### Winter
| Naam                 | Nationaliteit | Van/naar           | Type     |
| -------------------- | ------------- | ------------------ | -------- |
| Inkomend             |               |                    |          |
| Elrio van Heerden    | Zuid-Afrika   | FC Kopenhagen      | Gekocht  |
| Uitgaand             |               |                    |          |
| Victor               | Brazilië      | Germinal Beerschot | Verkocht |
| Serhij Serebrennikov | Oekraïne      | Sporting Charleroi | Huur     |
| Dieter Van Tornhout  | België        | Sparta Rotterdam   | Huur     |

## Belgische Supercup
|                             |                                |                  |                                    |                                                                              |
| 30 juli 2005 20:30 Supercup | Club Brugge                    | 1 – 1            | Germinal Beerschot Antwerpen       | Jan Breydelstadion, Brugge Toeschouwers: 3.632 Scheidsrechter: Johan Verbist |
| 30 juli 2005 20:30 Supercup | Balaban 36'                    | Wedstrijdverslag | 60' Messoudi                       | Jan Breydelstadion, Brugge Toeschouwers: 3.632 Scheidsrechter: Johan Verbist |
| 30 juli 2005 20:30 Supercup | Strafschoppen                  |                  |                                    | Jan Breydelstadion, Brugge Toeschouwers: 3.632 Scheidsrechter: Johan Verbist |
| 30 juli 2005 20:30 Supercup | Balaban Klukowski De Cock Leko | 4 - 2            | Monteyne Chimedza De Decker Öztürk | Jan Breydelstadion, Brugge Toeschouwers: 3.632 Scheidsrechter: Johan Verbist |

| Club Brugge | GBA |

| Club Brugge:   |    |                       |     |
|                |    |                       |     |
| GK             | 1  | Tomislav Butina       |     |
| RB             | 32 | Günther Vanaudenaerde | 79' |
| CB             | 26 | Birger Maertens       |     |
| CB             | 6  | Philippe Clement      |     |
| LB             | 5  | Michael Klukowski     |     |
| RM             | 7  | Gert Verheyen         |     |
| CM             | 8  | Gaëtan Englebert      |     |
| CM             | 3  | Sven Vermant          |     |
| LM             | 18 | Ivan Leko             |     |
| CF             | 14 | Boško Balaban         | 12' |
| CF             | 9  | Manasseh Ishiaku      | 79' |
| Wisselspelers: |    |                       |     |
| GK             | 23 | Stijn Stijnen         |     |
| RB             | 2  | Olivier De Cock       | 79' |
| DM             | 15 | Marek Špilár          |     |
| CF             | 31 | Kevin Roelandts       |     |
| CF             | 29 | Dieter Van Tornhout   | 79' |
| RM             | 14 | Grégory Dufer         |     |
| CM             | 11 | Jonathan Blondel      |     |
| Coach:         |    |                       |     |
| Jan Ceulemans  |    |                       |     |

| Germinal Beerschot: |    |                     |         |
|                     |    |                     |         |
| GK                  | 26 | Luciano Da Silva    |         |
| RB                  | 8  | Kris De Wree        |         |
| CB                  | 4  | Kurt Van Dooren     |         |
| CB                  | 17 | Mario Cvitanović    |         |
| LB                  | 5  | Pieter-Jan Monteyne |         |
| RM                  | 7  | Karel Snoeckx       | 59'     |
| CM                  | 12 | Wim De Decker       | 26'     |
| CM                  | 13 | Cephas Chimedza     | 28'     |
| LM                  | 19 | Mohamed Messoudi    | 90'     |
| CF                  | 11 | Sezer Öztürk        |         |
| CF                  | 9  | Jurgen Cavens       | 70'     |
| Wisselspelers:      |    |                     |         |
| GK                  | 1  | Bram Verbist        |         |
| CF                  | 14 | Prince Asubonteng   | 59' 71' |
| RM                  | 24 | Mohamed Camara      | 90'     |
| RB                  | 6  | Jonas De Roeck      |         |
| CM                  | 25 | Dickson Agyeman     |         |
| CM                  | 10 | Julien Kemajou      | 70'     |
| Coach:              |    |                     |         |
| Marc Brys           |    |                     |         |

## Competitie

### Wedstrijden
| Wedstrijddetails | Thuisploeg                                             | Uitslag                             | Uitploeg                         | Opstelling | Kaarten                                                               |
| --- | ------------------------------------------------------ | ----------------------------------- | -------------------------------- | --- | --------------------------------------------------------------------- |
| Heenronde |                                                        |                                     |                                  | |                                                                       |
| 5 augustus 2005 20:30 Jan Breydelstadion Brugge (Sint-Andries) Ref.: Serge Gumienny Toeschouwers: 24.549              | Club Brugge                                            | 2 – 0                               | Excelsior Moeskroen              | Butina De Cock, Maertens, Clement, Klukowski Verheyen , Englebert, Vermant, Leko (76' Dufer) Balaban (85' Roelandts), Ishiaku (80' Blondel) 4–4–2 vlak |                                                                       |
| 5 augustus 2005 20:30 Jan Breydelstadion Brugge (Sint-Andries) Ref.: Serge Gumienny Toeschouwers: 24.549              | Leko 12' Balaban 24'                                   | 1 – 0 2 – 0                         |                                  | Butina De Cock, Maertens, Clement, Klukowski Verheyen , Englebert, Vermant, Leko (76' Dufer) Balaban (85' Roelandts), Ishiaku (80' Blondel) 4–4–2 vlak |                                                                       |
| 13 augustus 2005 20:00 Edmond Machtensstadion Brussel (Molenbeek) Ref.: Frank De Bleeckere Toeschouwers: 7.500        | FC Brussels                                            | 1 – 1                               | Club Brugge                      | Butina De Cock (81' Dufer), Maertens, Clement, Klukowski Verheyen , Englebert, Vermant (73' Victor), Leko Balaban (84' Valgaeren), Ishiaku 4–4–2 vlak | 27' Clement 49' Maertens 80' Verheyen 83' Clement 83' Clement         |
| 13 augustus 2005 20:00 Edmond Machtensstadion Brussel (Molenbeek) Ref.: Frank De Bleeckere Toeschouwers: 7.500        | De Camargo 29'                                         | 0 – 1 1 – 1                         | 23' Ishiaku                      | Butina De Cock (81' Dufer), Maertens, Clement, Klukowski Verheyen , Englebert, Vermant (73' Victor), Leko Balaban (84' Valgaeren), Ishiaku 4–4–2 vlak | 27' Clement 49' Maertens 80' Verheyen 83' Clement 83' Clement         |
| 20 augustus 2005 20:00 Jan Breydelstadion Brugge (Sint-Andries) Ref.: Jean-Baptist Bultynck Toeschouwers: 24.681      | Club Brugge                                            | 1 – 0                               | KSV Roeselare                    | Butina Vanaudenaerde, Maertens, Valgaeren, Klukowski Verheyen , Englebert, Vermant, Leko (76' Roelandts) Balaban (82' Victor), Ishiaku (6' Dufer) 4–4–2 vlak | 77' Dufer 90' Vanaudenaerde                                           |
| 20 augustus 2005 20:00 Jan Breydelstadion Brugge (Sint-Andries) Ref.: Jean-Baptist Bultynck Toeschouwers: 24.681      | Balaban 7'                                             | 1 – 0                               |                                  | Butina Vanaudenaerde, Maertens, Valgaeren, Klukowski Verheyen , Englebert, Vermant, Leko (76' Roelandts) Balaban (82' Victor), Ishiaku (6' Dufer) 4–4–2 vlak | 77' Dufer 90' Vanaudenaerde                                           |
| 27 augustus 2005 20:00 Herman Vanderpoortenstadion Lier Ref.: Peter Vervecken Toeschouwers: 8.550                     | Lierse                                                 | 1 – 1                               | Club Brugge                      | Butina Vanaudenaerde (46' Serebrennikov), Maertens, Valgaeren, Klukowski Dufer, Englebert, Vermant, Leko (57' Blondel) Verheyen , Balaban (74' Yulu-Matondo) 4–4–2 vlak | 49' Leko 53' Valgaeren 66' Klukowski 73' Dufer 82' Butina 87' Blondel |
| 27 augustus 2005 20:00 Herman Vanderpoortenstadion Lier Ref.: Peter Vervecken Toeschouwers: 8.550                     | Vairelles 72' Alessandro 72'                           | 1 – 1                               | 11' Balaban                      | Butina Vanaudenaerde (46' Serebrennikov), Maertens, Valgaeren, Klukowski Dufer, Englebert, Vermant, Leko (57' Blondel) Verheyen , Balaban (74' Yulu-Matondo) 4–4–2 vlak | 49' Leko 53' Valgaeren 66' Klukowski 73' Dufer 82' Butina 87' Blondel |
| 10 september 2005 20:00 Jan Breydelstadion Brugge (Sint-Andries) Ref.: Joeri Van de Velde Toeschouwers: 25.314        | Club Brugge                                            | 2 – 1                               | STVV                             | Butina De Cock, Maertens, Špilár, Klukowski Verheyen , Englebert, Vermant (67' Dufer), Leko (76' Blondel) Balaban (89' Victor), Portillo 4–4–2 vlak |                                                                       |
| 10 september 2005 20:00 Jan Breydelstadion Brugge (Sint-Andries) Ref.: Joeri Van de Velde Toeschouwers: 25.314        | Balaban 25' Balaban 62'                                | 1 – 0 1 – 1 2 – 1                   | 29' Simaeys                      | Butina De Cock, Maertens, Špilár, Klukowski Verheyen , Englebert, Vermant (67' Dufer), Leko (76' Blondel) Balaban (89' Victor), Portillo 4–4–2 vlak |                                                                       |
| 18 september 2005 18:00 Freethielstadion Beveren-Waas Ref.: Johny Ver Eecke Toeschouwers: 8.000                       | KSK Beveren                                            | 0 – 1                               | Club Brugge                      | Stijnen De Cock, Maertens, Špilár, Vanaudenaerde Verheyen (87' Vandelannoite), Englebert, Blondel, Leko (66' Roelandts) Balaban (56' Vermant), Yulu-Matondo 4–4–2 vlak | 33' Englebert 56' Blondel 68' Špilár 79' Roelandts                    |
| 18 september 2005 18:00 Freethielstadion Beveren-Waas Ref.: Johny Ver Eecke Toeschouwers: 8.000                       |                                                        | 0 – 1                               | 31' Yulu-Matondo                 | Stijnen De Cock, Maertens, Špilár, Vanaudenaerde Verheyen (87' Vandelannoite), Englebert, Blondel, Leko (66' Roelandts) Balaban (56' Vermant), Yulu-Matondo 4–4–2 vlak | 33' Englebert 56' Blondel 68' Špilár 79' Roelandts                    |
| 21 september 2005 20:30 Sclessin Luik Ref.: Johan Verbist Toeschouwers: 26.600                                        | Standard Luik                                          | 2 – 0                               | Club Brugge                      | Stijnen De Cock (71' Van Tornhout), Maertens, Špilár, Vanaudenaerde Verheyen (60' Vermant), Englebert, Serebrennikov (60' Dufer), Blondel Victor, Yulu-Matondo 4–4–2 vlak | 36' Verheyen 66' Vermant 76' Špilár 83' Vanaudenaerde                 |
| 21 september 2005 20:30 Sclessin Luik Ref.: Johan Verbist Toeschouwers: 26.600                                        | Onyewu 17' Léonard 22'                                 | 1 – 0 2 – 0                         |                                  | Stijnen De Cock (71' Van Tornhout), Maertens, Špilár, Vanaudenaerde Verheyen (60' Vermant), Englebert, Serebrennikov (60' Dufer), Blondel Victor, Yulu-Matondo 4–4–2 vlak | 36' Verheyen 66' Vermant 76' Špilár 83' Vanaudenaerde                 |
| 24 september 2005 20:00 Jan Breydelstadion Brugge (Sint-Andries) Ref.: Pieter Vink Toeschouwers: 23.849               | Club Brugge                                            | 0 – 1                               | Lokeren SNW                      | Butina De Cock (70' Yulu-Matondo), Maertens, Špilár (43' Vandelannoite), Vanaudenaerde (20' Blondel) Verheyen , Englebert, Vermant, Leko Balaban, Portillo 4–4–2 vlak |                                                                       |
| 24 september 2005 20:00 Jan Breydelstadion Brugge (Sint-Andries) Ref.: Pieter Vink Toeschouwers: 23.849               |                                                        | 0 – 1                               | 30' Rúnar                        | Butina De Cock (70' Yulu-Matondo), Maertens, Špilár (43' Vandelannoite), Vanaudenaerde (20' Blondel) Verheyen , Englebert, Vermant, Leko Balaban, Portillo 4–4–2 vlak |                                                                       |
| 30 september 2005 20:30 Mambourg Charleroi Ref.: Eddie Vermeirsch Toeschouwers: 13.365                                | Sporting Charleroi                                     | 3 – 3                               | Club Brugge                      | Butina De Cock, Maertens, Vermant, Vandelannoite Dufer (76' Victor), Englebert (67' Yulu-Matondo), Roelandts, Leko Verheyen (46' Portillo), Balaban 4–4–2 vlak | 82' Vermant                                                           |
| 30 september 2005 20:30 Mambourg Charleroi Ref.: Eddie Vermeirsch Toeschouwers: 13.365                                | Camus 17' Siquet 24' Sterchele 75'                     | 1 – 0 2 – 0 2 – 1 3 – 1 3 – 2 3 – 3 | 39' Leko 78' Portillo 83' Victor | Butina De Cock, Maertens, Vermant, Vandelannoite Dufer (76' Victor), Englebert (67' Yulu-Matondo), Roelandts, Leko Verheyen (46' Portillo), Balaban 4–4–2 vlak | 82' Vermant                                                           |
| 15 oktober 2005 20:00 Jan Breydelstadion Brugge (Sint-Andries) Ref.: Serge Gumienny Toeschouwers: 24.750              | Club Brugge                                            | 2 – 1                               | KVC Westerlo                     | Butina De Cock (58' Blondel), Maertens, Špilár, Vanaudenaerde Dufer, Clement , Vermant (69' Roelandts), Leko Balaban, Portillo (77' Verheyen) 4–4–2 vlak | 25' Clement 84' Blondel                                               |
| 15 oktober 2005 20:00 Jan Breydelstadion Brugge (Sint-Andries) Ref.: Serge Gumienny Toeschouwers: 24.750              | Balaban 44' (pen) Verheyen 86'                         | 0 – 1 1 – 1 2 – 1                   | 35' Delen                        | Butina De Cock (58' Blondel), Maertens, Špilár, Vanaudenaerde Dufer, Clement , Vermant (69' Roelandts), Leko Balaban, Portillo (77' Verheyen) 4–4–2 vlak | 25' Clement 84' Blondel                                               |
| 23 oktober 2005 18:00 Constant Vanden Stockstadion Brussel (Anderlecht) Ref.: Frank De Bleeckere Toeschouwers: 25.453 | RSC Anderlecht                                         | 2 – 2                               | Club Brugge                      | Butina De Cock, Clement, Špilár, Vanaudenaerde Dufer (77' Roelandts), Englebert, Vermant, Leko Verheyen (74' Yulu-Matondo), Balaban (87' Portillo) 4–4–2 vlak | 5' Englebert 6' De Cock 16' Clement 26' Špilár 71' Dufer              |
| 23 oktober 2005 18:00 Constant Vanden Stockstadion Brussel (Anderlecht) Ref.: Frank De Bleeckere Toeschouwers: 25.453 | Serhat 35' Serhat 49'                                  | 1 – 0 1 – 1 2 – 1 2 – 2             | 46' Vermant 59' Verheyen         | Butina De Cock, Clement, Špilár, Vanaudenaerde Dufer (77' Roelandts), Englebert, Vermant, Leko Verheyen (74' Yulu-Matondo), Balaban (87' Portillo) 4–4–2 vlak | 5' Englebert 6' De Cock 16' Clement 26' Špilár 71' Dufer              |
| 29 oktober 2005 20:00 Jan Breydelstadion Brugge (Sint-Andries) Ref.: Peter Vervecken Toeschouwers: 26.554             | Club Brugge                                            | 2 – 1                               | KAA Gent                         | Butina Maertens, Clement, Špilár, Vanaudenaerde Verheyen , Blondel, Vermant, Leko (89' Gvozdenović) Balaban (72' Victor), Portillo (87' Roelandts) 4–4–2 vlak | 36' Verheyen 89' Vermant                                              |
| 29 oktober 2005 20:00 Jan Breydelstadion Brugge (Sint-Andries) Ref.: Peter Vervecken Toeschouwers: 26.554             | Portillo 23' Portillo 73'                              | 1 – 0 2 – 0 2 – 1                   | 82' Foley                        | Butina Maertens, Clement, Špilár, Vanaudenaerde Verheyen , Blondel, Vermant, Leko (89' Gvozdenović) Balaban (72' Victor), Portillo (87' Roelandts) 4–4–2 vlak | 36' Verheyen 89' Vermant                                              |
| 6 november 2005 15:00 Regenboogstadion Waregem Ref.: Johny Ver Eecke Toeschouwers: 8.500                              | Zulte Waregem                                          | 2 – 1                               | Club Brugge                      | Butina Maertens, Clement, Špilár, Vanaudenaerde Verheyen , Blondel (69' Dufer), Vermant, Leko Balaban (84' Englebert), Portillo (58' Lange) 4–4–2 vlak | 86' Dufer                                                             |
| 6 november 2005 15:00 Regenboogstadion Waregem Ref.: Johny Ver Eecke Toeschouwers: 8.500                              | Salou 30' Dupré 72'                                    | 1 – 0 2 – 0 2 – 1                   | 80' Lange                        | Butina Maertens, Clement, Špilár, Vanaudenaerde Verheyen , Blondel (69' Dufer), Vermant, Leko Balaban (84' Englebert), Portillo (58' Lange) 4–4–2 vlak | 86' Dufer                                                             |
| 19 november 2005 20:00 Jan Breydelstadion Brugge (Sint-Andries) Ref.: Luc Wouters Toeschouwers: 23.609                | Club Brugge                                            | 4 – 0                               | La Louvière                      | Butina Maertens, Clement, Špilár, Vanaudenaerde Verheyen (76' Klukowski), Gvozdenović, Vermant (70' Dufer), Leko Balaban (63' Lange), Portillo 4–4–2 vlak | 13' Vermant                                                           |
| 19 november 2005 20:00 Jan Breydelstadion Brugge (Sint-Andries) Ref.: Luc Wouters Toeschouwers: 23.609                | Portillo 47' Leko 55' Lange 67' Dufer 80'              | 1 – 0 2 – 0 3 – 0 4 – 0             |                                  | Butina Maertens, Clement, Špilár, Vanaudenaerde Verheyen (76' Klukowski), Gvozdenović, Vermant (70' Dufer), Leko Balaban (63' Lange), Portillo 4–4–2 vlak | 13' Vermant                                                           |
| 27 november 2005 20:00 Jan Breydelstadion Brugge (Sint-Andries) Ref.: Frank De Bleeckere Toeschouwers: 19.550         | Cercle Brugge                                          | 0 – 1                               | Club Brugge                      | Butina Maertens, Clement, Špilár, Vanaudenaerde Verheyen , Englebert, Gvozdenović, Leko (77' Vandelannoite) Balaban (72' Ishiaku), Portillo (51' Dufer) 4–4–2 vlak | 55' Špilár 73' Clement 76' Verheyen                                   |
| 27 november 2005 20:00 Jan Breydelstadion Brugge (Sint-Andries) Ref.: Frank De Bleeckere Toeschouwers: 19.550         |                                                        | 0 – 1                               | 34' Balaban                      | Butina Maertens, Clement, Špilár, Vanaudenaerde Verheyen , Englebert, Gvozdenović, Leko (77' Vandelannoite) Balaban (72' Ishiaku), Portillo (51' Dufer) 4–4–2 vlak | 55' Špilár 73' Clement 76' Verheyen                                   |
| 3 december 2005 20:00 Jan Breydelstadion Brugge (Sint-Andries) Ref.: Alain Hamer Toeschouwers: 23.478                 | Club Brugge                                            | 2 – 0                               | Germinal Beerschot               | Butina Maertens, Clement , Špilár, Vanaudenaerde (34' Vandelannoite) Dufer (77' Englebert), Gvozdenović, Vermant, Leko (84' Roelandts) Balaban, Ishiaku 4–4–2 vlak | 44' Vandelannoite 49' Balaban                                         |
| 3 december 2005 20:00 Jan Breydelstadion Brugge (Sint-Andries) Ref.: Alain Hamer Toeschouwers: 23.478                 | Balaban 63' Balaban 89'                                | 1 – 0 2 – 0                         |                                  | Butina Maertens, Clement , Špilár, Vanaudenaerde (34' Vandelannoite) Dufer (77' Englebert), Gvozdenović, Vermant, Leko (84' Roelandts) Balaban, Ishiaku 4–4–2 vlak | 44' Vandelannoite 49' Balaban                                         |
| 11 december 2005 20:00 Cristal Arena Genk Ref.: Johan Verbist Toeschouwers: 23.455                                    | KRC Genk                                               | 2 – 2                               | Club Brugge                      | Butina Maertens, Clement, Špilár, Vanaudenaerde Verheyen , Englebert (39' Roelandts), Vermant, Gvozdenović (80' Ishiaku) Balaban, Portillo (67' Yulu-Matondo) 4–4–2 vlak | 40' Gvozdenović 44' Špilár                                            |
| 11 december 2005 20:00 Cristal Arena Genk Ref.: Johan Verbist Toeschouwers: 23.455                                    | Beslija 23' Peeters 76'                                | 1 – 0 1 – 1 2 – 1 2 – 2             | 51' Verheyen 84' Clement         | Butina Maertens, Clement, Špilár, Vanaudenaerde Verheyen , Englebert (39' Roelandts), Vermant, Gvozdenović (80' Ishiaku) Balaban, Portillo (67' Yulu-Matondo) 4–4–2 vlak | 40' Gvozdenović 44' Špilár                                            |
| Terugronde |                                                        |                                     |                                  | |                                                                       |
| 17 december 2005 20:00 Le Cannonier Moeskroen Ref.: Didier Petitjean Toeschouwers: 5.860                              | Excelsior Moeskroen                                    | 0 – 1                               | Club Brugge                      | Butina Vanaudenaerde (60' Dufer), Maertens, Clement, Vandelannoite (49' Špilár) Verheyen , Roelandts, Vermant, Gvozdenović Balaban, Yulu-Matondo (88' Provoost) 4–4–2 vlak | 81' Roelandts                                                         |
| 17 december 2005 20:00 Le Cannonier Moeskroen Ref.: Didier Petitjean Toeschouwers: 5.860                              |                                                        | 0 – 1                               | 9' Verheyen                      | Butina Vanaudenaerde (60' Dufer), Maertens, Clement, Vandelannoite (49' Špilár) Verheyen , Roelandts, Vermant, Gvozdenović Balaban, Yulu-Matondo (88' Provoost) 4–4–2 vlak | 81' Roelandts                                                         |
| 20 januari 2006 20:30 Jan Breydelstadion Brugge (Sint-Andries) Ref.: Stéphane Breda Toeschouwers: 24.291              | Club Brugge                                            | 3 – 0                               | FC Brussels                      | Butina Vanaudenaerde (88' De Cock), Maertens, Vandelannoite, Klukowski Verheyen , Roelandts, Vermant, Leko (83' Englebert) Balaban (79' Ishiaku), Portillo 4–4–2 vlak | 61' Balaban                                                           |
| 20 januari 2006 20:30 Jan Breydelstadion Brugge (Sint-Andries) Ref.: Stéphane Breda Toeschouwers: 24.291              | Portillo 23' Roelandts 66' Portillo 85'                | 1 – 0 2 – 0 3 – 0                   |                                  | Butina Vanaudenaerde (88' De Cock), Maertens, Vandelannoite, Klukowski Verheyen , Roelandts, Vermant, Leko (83' Englebert) Balaban (79' Ishiaku), Portillo 4–4–2 vlak | 61' Balaban                                                           |
| 29 januari 2006 20:00 Schiervelde Roeselare Ref.: Eddie Vermeirsch Toeschouwers: 9.000                                | KSV Roeselare                                          | 1 – 1                               | Club Brugge                      | Butina Vanaudenaerde (85' De Cock), Maertens, Vandelannoite, Klukowski Roelandts, Clement (65' Ishiaku), Vermant, Leko (85' Englebert) Verheyen , Portillo 4–4–2 vlak |                                                                       |
| 29 januari 2006 20:00 Schiervelde Roeselare Ref.: Eddie Vermeirsch Toeschouwers: 9.000                                | Eloi 15'                                               | 1 – 0 1 – 1                         | 70' Ishiaku                      | Butina Vanaudenaerde (85' De Cock), Maertens, Vandelannoite, Klukowski Roelandts, Clement (65' Ishiaku), Vermant, Leko (85' Englebert) Verheyen , Portillo 4–4–2 vlak |                                                                       |
| 3 februari 2006 20:30 Jan Breydelstadion Brugge (Sint-Andries) Ref.: Peter Vervecken Toeschouwers: 25.000             | Club Brugge                                            | 3 – 1                               | Lierse                           | Butina Vanaudenaerde, Maertens, Vandelannoite, Klukowski Verheyen , Roelandts (87' Englebert), Vermant, Leko (78' Clement) Balaban (67' Ishiaku), Portillo 4–4–2 vlak |                                                                       |
| 3 februari 2006 20:30 Jan Breydelstadion Brugge (Sint-Andries) Ref.: Peter Vervecken Toeschouwers: 25.000             | Leko 20' Clement 86' Clement 89'                       | 1 – 0 2 – 0 3 – 0 3 – 1             | 90+1' (e.d.) Clement             | Butina Vanaudenaerde, Maertens, Vandelannoite, Klukowski Verheyen , Roelandts (87' Englebert), Vermant, Leko (78' Clement) Balaban (67' Ishiaku), Portillo 4–4–2 vlak |                                                                       |
| 11 februari 2006 20:00 Staaien Sint-Truiden Ref.: Johny Ver Eecke Toeschouwers: 10.000                                | STVV                                                   | 2 – 2                               | Club Brugge                      | Butina Vanaudenaerde (77' Ishiaku), Maertens, Clement (49' De Cock), Klukowski Verheyen (83' Dufer), Roelandts, Vermant, Leko Balaban, Portillo 4–4–2 vlak | 64' Balaban                                                           |
| 11 februari 2006 20:00 Staaien Sint-Truiden Ref.: Johny Ver Eecke Toeschouwers: 10.000                                | Buvens 58' Peeters 72'                                 | 0 – 1 1 – 1 2 – 1 2 – 2             | 6' Clement 90' Dufer             | Butina Vanaudenaerde (77' Ishiaku), Maertens, Clement (49' De Cock), Klukowski Verheyen (83' Dufer), Roelandts, Vermant, Leko Balaban, Portillo 4–4–2 vlak | 64' Balaban                                                           |
| 19 februari 2006 20:00 Jan Breydelstadion Brugge (Sint-Andries) Ref.: Peter Jordens Toeschouwers: 23.825              | Club Brugge                                            | 1 – 0                               | KSK Beveren                      | Stijnen De Cock, Maertens , Vandelannoite, Klukowski Dufer (66' Verheyen), Roelandts, Vermant, Leko (66' Van Heerden) Ishiaku (88' Englebert), Portillo 4–4–2 vlak |                                                                       |
| 19 februari 2006 20:00 Jan Breydelstadion Brugge (Sint-Andries) Ref.: Peter Jordens Toeschouwers: 23.825              | Roelandts 17' Portillo 61'                             | 1 – 0                               |                                  | Stijnen De Cock, Maertens , Vandelannoite, Klukowski Dufer (66' Verheyen), Roelandts, Vermant, Leko (66' Van Heerden) Ishiaku (88' Englebert), Portillo 4–4–2 vlak |                                                                       |
| 26 februari 2006 15:00 Jan Breydelstadion Brugge (Sint-Andries) Ref.: Johan Verbist Toeschouwers: 27.712              | Club Brugge                                            | 1 – 1                               | Standard Luik                    | Stijnen De Cock, Maertens, Clement, Klukowski Van Heerden (74' Yulu-Matondo), Roelandts, Vermant, Leko Verheyen , Portillo 4–4–2 vlak | 25' Leko 37' Roelandts 70' Verheyen 73' Vermant                       |
| 26 februari 2006 15:00 Jan Breydelstadion Brugge (Sint-Andries) Ref.: Johan Verbist Toeschouwers: 27.712              | Leko 31'                                               | 1 – 0 1 – 1                         | 43' Onyewu                       | Stijnen De Cock, Maertens, Clement, Klukowski Van Heerden (74' Yulu-Matondo), Roelandts, Vermant, Leko Verheyen , Portillo 4–4–2 vlak | 25' Leko 37' Roelandts 70' Verheyen 73' Vermant                       |
| 4 maart 2006 20:00 Daknamstadion Lokeren (Daknam) Ref.: Serge Gumienny Toeschouwers: 8.500                            | Lokeren SNW                                            | 2 – 0                               | Club Brugge                      | Stijnen De Cock (70' Balaban), Maertens, Clement (20' Valgaeren), Vanaudenaerde (37' Gvozdenović) Van Heerden, Englebert, Vermant, Leko Verheyen , Portillo 4–4–2 vlak | 44' Portillo                                                          |
| 4 maart 2006 20:00 Daknamstadion Lokeren (Daknam) Ref.: Serge Gumienny Toeschouwers: 8.500                            | Camara 7' Bancé 90+2'                                  | 1 – 0 2 – 0                         |                                  | Stijnen De Cock (70' Balaban), Maertens, Clement (20' Valgaeren), Vanaudenaerde (37' Gvozdenović) Van Heerden, Englebert, Vermant, Leko Verheyen , Portillo 4–4–2 vlak | 44' Portillo                                                          |
| 11 maart 2006 20:00 Jan Breydelstadion Brugge (Sint-Andries) Ref.: Peter Vervecken Toeschouwers: 24.016               | Club Brugge                                            | 2 – 1                               | Sporting Charleroi               | Stijnen Maertens, Valgaeren, Vandelannoite, Gvozdenović Verheyen , Roelandts, Vermant, Leko (89' Van Heerden) Balaban (57' Dufer), Portillo (85' Englebert) 4–4–2 vlak | 11' Valgaeren                                                         |
| 11 maart 2006 20:00 Jan Breydelstadion Brugge (Sint-Andries) Ref.: Peter Vervecken Toeschouwers: 24.016               | Portillo 29' Verheyen 77'                              | 0 – 1 1 – 1 2 – 1                   | 7' (e.d.) Valgaeren              | Stijnen Maertens, Valgaeren, Vandelannoite, Gvozdenović Verheyen , Roelandts, Vermant, Leko (89' Van Heerden) Balaban (57' Dufer), Portillo (85' Englebert) 4–4–2 vlak | 11' Valgaeren                                                         |
| 18 maart 2006 20:00 't Kuipje Westerlo Ref.: Claude Bourdouxhe Toeschouwers: 9.000                                    | KVC Westerlo                                           | 0 – 0                               | Club Brugge                      | Stijnen Maertens, Clement, Vandelannoite, Klukowski Dufer, Roelandts (60' Ishiaku), Vermant, Leko (78' Van Heerden) Verheyen , Portillo (75' Balaban) 4–4–2 vlak | 47' Klukowski                                                         |
| 18 maart 2006 20:00 't Kuipje Westerlo Ref.: Claude Bourdouxhe Toeschouwers: 9.000                                    |                                                        |                                     |                                  | Stijnen Maertens, Clement, Vandelannoite, Klukowski Dufer, Roelandts (60' Ishiaku), Vermant, Leko (78' Van Heerden) Verheyen , Portillo (75' Balaban) 4–4–2 vlak | 47' Klukowski                                                         |
| 26 maart 2006 13:00 Jan Breydelstadion Brugge (Sint-Andries) Ref.: Johny Ver Eecke Toeschouwers: 28.200               | Club Brugge                                            | 0 – 2                               | RSC Anderlecht                   | Stijnen Vanaudenaerde (74' Balaban), Maertens, Clement, Klukowski Verheyen , Englebert, Vermant, Leko (61' Roelandts) Ishiaku, Portillo (46' Dufer) 4–4–2 vlak | 59' Vermant                                                           |
| 26 maart 2006 13:00 Jan Breydelstadion Brugge (Sint-Andries) Ref.: Johny Ver Eecke Toeschouwers: 28.200               |                                                        | 0 – 1 0 – 2                         | 7' Frutos 85' Frutos             | Stijnen Vanaudenaerde (74' Balaban), Maertens, Clement, Klukowski Verheyen , Englebert, Vermant, Leko (61' Roelandts) Ishiaku, Portillo (46' Dufer) 4–4–2 vlak | 59' Vermant                                                           |
| 2 april 2006 18:00 Jules Ottenstadion Gent (Gentbrugge) Ref.: Stéphane Breda Toeschouwers: 12.025                     | KAA Gent                                               | 4 – 1                               | Club Brugge                      | Stijnen Vanaudenaerde, Maertens, Vandelannoite (46' Portillo), Klukowski Englebert (61' Van Heerden), Clement, Vermant, Gvozdenović Verheyen , Ishiaku (75' Balaban) 4–4–2 vlak Jan Ceulemans werd na deze wedstrijd ontslagen als coach van Club Brugge. Ceulemans werd vervangen door Emilio Ferrera.                                   | 30' Maertens 35' Vanaudenaerde                                        |
| 2 april 2006 18:00 Jules Ottenstadion Gent (Gentbrugge) Ref.: Stéphane Breda Toeschouwers: 12.025                     | Boussoufa 18' De Beule 51' Boussoufa 67' Boussoufa 83' | 1 – 0 2 – 0 3 – 0 3 – 1 4 – 1       | 77' Portillo                     | Stijnen Vanaudenaerde, Maertens, Vandelannoite (46' Portillo), Klukowski Englebert (61' Van Heerden), Clement, Vermant, Gvozdenović Verheyen , Ishiaku (75' Balaban) 4–4–2 vlak Jan Ceulemans werd na deze wedstrijd ontslagen als coach van Club Brugge. Ceulemans werd vervangen door Emilio Ferrera.                                   | 30' Maertens 35' Vanaudenaerde                                        |
| 8 april 2006 20:00 Jan Breydelstadion Brugge (Sint-Andries) Ref.: Peter Jordens Toeschouwers: 28.000                  | Club Brugge                                            | 2 – 1                               | Zulte Waregem                    | Stijnen De Cock, Maertens, Clement, Klukowski Vermant, Englebert, Leko Verheyen , Portillo (76' Roelandts), Balaban (82' Ishiaku) 4–3–3 punt naar achteren | 23' Balaban 25' Clement 38' Verheyen 86' De Cock                      |
| 8 april 2006 20:00 Jan Breydelstadion Brugge (Sint-Andries) Ref.: Peter Jordens Toeschouwers: 28.000                  | Salou 37' (e.d.) Verheyen 63'                          | 0 – 1 1 – 1 2 – 1                   | 14' Matthys                      | Stijnen De Cock, Maertens, Clement, Klukowski Vermant, Englebert, Leko Verheyen , Portillo (76' Roelandts), Balaban (82' Ishiaku) 4–3–3 punt naar achteren | 23' Balaban 25' Clement 38' Verheyen 86' De Cock                      |
| 16 april 2006 18:00 Tivoli La Louvière Ref.: Didier Petitjean Toeschouwers: 3.300                                     | La Louvière                                            | 0 – 1                               | Club Brugge                      | Stijnen De Cock, Maertens, Vandelannoite, Gvozdenović Vermant, Englebert, Leko Verheyen , Portillo (60' Yulu-Matondo), Balaban (78' Van Heerden) 4–3–3 punt naar achteren | 26' Vermant                                                           |
| 16 april 2006 18:00 Tivoli La Louvière Ref.: Didier Petitjean Toeschouwers: 3.300                                     |                                                        | 0 – 1                               | 42' Balaban                      | Stijnen De Cock, Maertens, Vandelannoite, Gvozdenović Vermant, Englebert, Leko Verheyen , Portillo (60' Yulu-Matondo), Balaban (78' Van Heerden) 4–3–3 punt naar achteren | 26' Vermant                                                           |
| 22 april 2006 20:00 Jan Breydelstadion Brugge (Sint-Andries) Ref.: Eric Braamhaar Toeschouwers: 27.500                | Club Brugge                                            | 2 – 0                               | Cercle Brugge                    | Stijnen De Cock, Maertens, Clement (30' Vandelannoite), Klukowski Englebert, Van Heerden, Leko Verheyen , Portillo (78' Blondel), Balaban (87' Yulu-Matondo) 4–3–3 punt naar achteren | 64' Van Heerden 81' De Cock                                           |
| 22 april 2006 20:00 Jan Breydelstadion Brugge (Sint-Andries) Ref.: Eric Braamhaar Toeschouwers: 27.500                | Balaban 62' Verheyen 89'                               | 1 – 0 2 – 0                         |                                  | Stijnen De Cock, Maertens, Clement (30' Vandelannoite), Klukowski Englebert, Van Heerden, Leko Verheyen , Portillo (78' Blondel), Balaban (87' Yulu-Matondo) 4–3–3 punt naar achteren | 64' Van Heerden 81' De Cock                                           |
| 30 april 2006 15:00 Het Kiel Antwerpen (Wilrijk) Ref.: Serge Gumienny Toeschouwers: 12.000                            | Germinal Beerschot                                     | 1 – 1                               | Club Brugge                      | Stijnen Vanaudenaerde (74' Ishiaku), Maertens, Gvozdenović, Klukowski Vermant, Englebert , Leko Van Heerden, Balaban, Yulu-Matondo (79' Blondel) 4–3–3 punt naar achteren | 17' Vanaudenaerde                                                     |
| 30 april 2006 15:00 Het Kiel Antwerpen (Wilrijk) Ref.: Serge Gumienny Toeschouwers: 12.000                            | Cavens 9'                                              | 1 – 0 1 – 1                         | 89' Ishiaku                      | Stijnen Vanaudenaerde (74' Ishiaku), Maertens, Gvozdenović, Klukowski Vermant, Englebert , Leko Van Heerden, Balaban, Yulu-Matondo (79' Blondel) 4–3–3 punt naar achteren | 17' Vanaudenaerde                                                     |
| 5 mei 2006 20:30 Jan Breydelstadion Brugge (Sint-Andries) Ref.: Johny Ver Eecke Toeschouwers: 27.541                  | Club Brugge                                            | 3 – 0                               | KRC Genk                         | Stijnen De Cock, Maertens, Clement, Gvozdenović Vermant, Englebert, Leko Ishiaku (89' Yulu-Matondo), Verheyen (87' Roelandts), Balaban (82' Van Heerden) 4–3–3 punt naar achteren Clubicoon Gert Verheyen speelde zijn allerlaatste wedstrijd als profvoetballer. Hij kreeg een applauswissel en werd uitgebreid gevierd na de wedstrijd. | 43' Leko                                                              |
| 5 mei 2006 20:30 Jan Breydelstadion Brugge (Sint-Andries) Ref.: Johny Ver Eecke Toeschouwers: 27.541                  | Balaban 37' Balaban 60' (pen) Clement 80'              | 1 – 0 2 – 0 3 – 0                   |                                  | Stijnen De Cock, Maertens, Clement, Gvozdenović Vermant, Englebert, Leko Ishiaku (89' Yulu-Matondo), Verheyen (87' Roelandts), Balaban (82' Van Heerden) 4–3–3 punt naar achteren Clubicoon Gert Verheyen speelde zijn allerlaatste wedstrijd als profvoetballer. Hij kreeg een applauswissel en werd uitgebreid gevierd na de wedstrijd. | 43' Leko                                                              |

| MOE (thuis) | BRUS (uit) | ROE (thuis) | LIE (uit) | STVV (thuis) | BEV (uit) | STA (uit) | LOK (thuis) | CHA (uit) | WES (thuis) |

| RSCA (uit) | GNT (thuis) | ZWA (uit) | LaL (thuis) | CER (uit) | GBA (thuis) | GNK (uit) | MOE (uit) | BRUS (thuis) | ROE (uit) |

| LIE (thuis) | STVV (uit) | BEV (thuis) | STA (thuis) | LOK (uit) | CHA (thuis) | WES (uit) | RSCA (thuis) | GNT (uit) | ZWA (thuis) |

| LaL (uit) | CER (thuis) | GBA (uit) | GNK (thuis) |

### Klassement
|         |    |                                  | P  | W  | G  | V  | +  | -  | DS  | Ptn |
| ------- | -- | -------------------------------- | -- | -- | -- | -- | -- | -- | --- | --- |
| K (CL)  | 1  | RSC Anderlecht                   | 34 | 20 | 10 | 4  | 72 | 27 | 45  | 70  |
| (CL)    | 2  | R. Standard de Liège             | 34 | 19 | 8  | 7  | 51 | 28 | 23  | 65  |
| (UEFA)  | 3  | Club Brugge KV                   | 34 | 18 | 10 | 6  | 51 | 33 | 18  | 64  |
|         | 4  | KAA Gent                         | 34 | 18 | 7  | 9  | 48 | 34 | 14  | 61  |
|         | 5  | KRC Genk                         | 34 | 16 | 9  | 9  | 52 | 38 | 14  | 57  |
|         | 6  | Germinal Beerschot               | 34 | 14 | 7  | 13 | 50 | 45 | 5   | 49  |
| (beker) | 7  | SV Zulte Waregem                 | 34 | 14 | 7  | 13 | 51 | 49 | 2   | 49  |
|         | 8  | KSC Lokeren Oost-Vlaanderen      | 34 | 12 | 11 | 11 | 48 | 49 | −1  | 47  |
|         | 9  | KVC Westerlo                     | 34 | 13 | 7  | 14 | 42 | 48 | −6  | 46  |
|         | 10 | FC Brussels                      | 34 | 12 | 10 | 12 | 30 | 30 | 0   | 46  |
|         | 11 | R. Sporting du Pays de Charleroi | 34 | 11 | 12 | 11 | 39 | 39 | 0   | 45  |
| (fair)  | 12 | KSV Roeselare                    | 34 | 10 | 11 | 13 | 44 | 42 | 2   | 41  |
|         | 13 | R. Excelsior Mouscron            | 34 | 11 | 4  | 19 | 43 | 43 | 0   | 37  |
|         | 14 | Cercle Brugge KSV                | 34 | 10 | 7  | 17 | 38 | 61 | −23 | 37  |
|         | 15 | K. Sint-Truidense VV             | 34 | 8  | 10 | 16 | 36 | 49 | −13 | 34  |
|         | 16 | KSK Beveren                      | 34 | 9  | 6  | 19 | 35 | 55 | −20 | 33  |
| E       | 17 | K. Lierse SK                     | 34 | 8  | 8  | 18 | 22 | 52 | −30 | 32  |
| D       | 18 | RAA Louviéroise                  | 34 | 4  | 14 | 16 | 26 | 56 | −30 | 26  |

P: wedstrijden gespeeld, W: wedstrijden gewonnen, G: gelijke spelen, V: wedstrijden verloren, +: gescoorde doelpunten, -: doelpunten tegen, DS: doelsaldo, Ptn: totaal punten
K: kampioen, D: degradeert, (beker): bekerwinnaar, (UEFA): geplaatst voor UEFA-beker

## UEFA Champions League

### Derde voorronde (heen)
|                                                  |              |                |             |                                                                            |
| 9 augustus 2005 Voorrondes UEFA Champions League | Vålerenga IF | 1 – 0          | Club Brugge | Ullevaalstadion, Oslo Toeschouwers: 13.778 Scheidsrechter: Vladimir Hriňák |
| 9 augustus 2005 Voorrondes UEFA Champions League | 56' Iversen  | Wedstrijdfiche |             | Ullevaalstadion, Oslo Toeschouwers: 13.778 Scheidsrechter: Vladimir Hriňák |

| Vålerenga IF | Club Brugge |

| Vålerenga IF (3–4–1–2): |    |                     |     |
|                         |    |                     |     |
| GK                      | 1  | Árni Arason         |     |
| CB                      | 24 | Kjetil Wæhler       |     |
| CB                      | 22 | Ronny Johnsen       |     |
| CB                      | 2  | Amund Skiri         |     |
| RM                      | 3  | David Brocken       |     |
| CM                      | 4  | Thomas Holm         |     |
| CM                      | 9  | Ardian Gashi        |     |
| LM                      | 6  | Freddy dos Santos   |     |
| AM                      | 19 | Christian Grindheim |     |
| RF                      | 16 | Steffen Iversen     |     |
| LF                      | 23 | Tore André Flo      | 73' |
| Wisselspelers:          |    |                     |     |
|                         |    |                     |     |
| MF                      | 8  | Magne Hoseth        | 73' |
| Coach:                  |    |                     |     |
| Kjetil Rekdal           |    |                     |     |

| Club Brugge (3–4–1–2): |    |                   |     |
|                        |    |                   |     |
| GK                     | 1  | Tomislav Butina   |     |
| CB                     | 26 | Birger Maertens   | 76' |
| CB                     | 6  | Philippe Clement  |     |
| CB                     | 4  | Joos Valgaeren    |     |
| RM                     | 2  | Olivier De Cock   |     |
| CM                     | 8  | Gaëtan Englebert  |     |
| CM                     | 3  | Sven Vermant      |     |
| LM                     | 5  | Michael Klukowski |     |
| AM                     | 18 | Ivan Leko         |     |
| RF                     | 7  | Gert Verheyen     |     |
| LF                     | 10 | Boško Balaban     | 80' |
| Wisselspelers:         |    |                   |     |
|                        |    |                   |     |
| FW                     | 9  | Manasseh Ishiaku  | 76' |
| MF                     | 11 | Jonathan Blondel  | 80' |
| Coach:                 |    |                   |     |
| Jan Ceulemans          |    |                   |     |

### Derde voorronde (terug)
|                                                   |                                         |                |                                        |                                                                               |
| 24 augustus 2005 Voorrondes UEFA Champions League | Club Brugge                             | 1 – 0 (n.v.)   | Vålerenga IF                           | Jan Breydelstadion, Brugge Toeschouwers: 20.144 Scheidsrechter: Konrad Plautz |
| 24 augustus 2005 Voorrondes UEFA Champions League | 79' Balaban                             | Wedstrijdfiche |                                        | Jan Breydelstadion, Brugge Toeschouwers: 20.144 Scheidsrechter: Konrad Plautz |
| 24 augustus 2005 Voorrondes UEFA Champions League | Strafschoppen                           |                |                                        | Jan Breydelstadion, Brugge Toeschouwers: 20.144 Scheidsrechter: Konrad Plautz |
| 24 augustus 2005 Voorrondes UEFA Champions League | Vermant Klukowski Blondel Dufer Balaban | 4–3            | Iversen Hulsker Skiri Gashi dos Santos | Jan Breydelstadion, Brugge Toeschouwers: 20.144 Scheidsrechter: Konrad Plautz |

| Club Brugge | Vålerenga IF |

| Club Brugge (3–4–1–2): |    |                       |           |
|                        |    |                       |           |
| GK                     | 1  | Tomislav Butina       |           |
| CB                     | 26 | Birger Maertens       |           |
| CB                     | 6  | Philippe Clement      |           |
| CB                     | 4  | Joos Valgaeren        |           |
| RM                     | 32 | Gunther Vanaudenaerde | 69'       |
| CM                     | 8  | Gaëtan Englebert      |           |
| CM                     | 3  | Sven Vermant          |           |
| LM                     | 5  | Michael Klukowski     |           |
| AM                     | 18 | Ivan Leko             | 77'       |
| RF                     | 7  | Gert Verheyen         | 84' 106'  |
| LF                     | 10 | Boško Balaban         |           |
| Wisselspelers:         |    |                       |           |
|                        |    |                       |           |
| MF                     | 14 | Grégory Dufer         | 69'       |
| FW                     | 29 | Dieter Van Tornhout   | 77'       |
| MF                     | 11 | Jonathan Blondel      | 106' 118' |
| Coach:                 |    |                       |           |
| Jan Ceulemans          |    |                       |           |

| Vålerenga IF (3–4–1–2): |    |                      |     |     |
|                         |    |                      |     |     |
| GK                      | 1  | Árni Arason          |     |     |
| CB                      | 5  | André Muri           |     |     |
| CB                      | 22 | Ronny Johnsen        |     |     |
| CB                      | 24 | Kjetil Wæhler        | 84' |     |
| RM                      | 2  | Amund Skiri          |     |     |
| CM                      | 19 | Christian Grindheim  |     |     |
| CM                      | 9  | Ardian Gashi         | 16' |     |
| LM                      | 6  | Freddy dos Santos    |     |     |
| AM                      | 7  | Daniel Fredheim Holm | 77' |     |
| RF                      | 11 | Morten Berre         | 62' |     |
| LF                      | 16 | Steffen Iversen      | 54' |     |
| Wisselspelers:          |    |                      |     |     |
|                         |    |                      |     |     |
| FW                      | 15 | Alexander Mathisen   | 62' | 86' |
| FW                      | 14 | Bernt Hulsker        | 77' |     |
| DF                      | 3  | David Brocken        | 86' |     |
| Coach:                  |    |                      |     |     |
| Kjetil Rekdal           |    |                      |     |     |

### Groepsfase, groep A
Wedstrijden
| 14 september 2005 |     |                |       |                      |
| Club Brugge       | 1–2 | Juventus       | 20:45 | Jan Breydelstadion   |
| Rapid Wien        | 0–1 | Bayern München | 20:45 | Ernst Happel Stadion |
| 27 september 2005 |     |                |       |                      |
| Bayern München    | 1–0 | Club Brugge    | 20:45 | Allianz Arena        |
| Juventus          | 3–0 | Rapid Wien     | 20:45 | Stadio Delle Alpi    |
| 19 oktober 2005   |     |                |       |                      |
| Bayern München    | 2–1 | Juventus       | 20:45 | Allianz Arena        |
| Rapid Wien        | 0–1 | Club Brugge    | 20:45 | Ernst Happel Stadion |
| 2 november 2005   |     |                |       |                      |
| Club Brugge       | 3–2 | Rapid Wien     | 20:45 | Jan Breydelstadion   |
| Juventus          | 2–1 | Bayern München | 20:45 | Stadio Delle Alpi    |
| 22 november 2005  |     |                |       |                      |
| Bayern München    | 4–0 | Rapid Wien     | 20:45 | Allianz Arena        |
| Juventus          | 1–0 | Club Brugge    | 20:45 | Stadio Delle Alpi    |
| 7 december 2005   |     |                |       |                      |
| Rapid Wien        | 1–3 | Juventus       | 20:45 | Ernst Happel Stadion |
| Club Brugge       | 1–1 | Bayern München | 20:45 | Jan Breydelstadion   |

Stand
| Team              | Ptn | Wed | W | G | V | DV | DT | DR  |
| ----------------- | --- | --- | - | - | - | -- | -- | --- |
| 1. Juventus FC    | 15  | 6   | 5 | 0 | 1 | 12 | 5  | +7  |
| 2. Bayern München | 13  | 6   | 4 | 1 | 1 | 10 | 4  | +6  |
| 3. Club Brugge    | 7   | 6   | 2 | 1 | 3 | 6  | 7  | −1  |
| 4. Rapid Wien     | 0   | 6   | 0 | 0 | 6 | 3  | 15 | −12 |

### Groepsfase speeldag 1
|                                                    |                  |                |                          |                                                                                       |
| 14 september 2005 Groepsfase UEFA Champions League | Club Brugge      | 1 – 2          | Juventus                 | Jan Breydelstadion, Brugge Toeschouwers: 28.000 Scheidsrechter: Luis Medina Cantalejo |
| 14 september 2005 Groepsfase UEFA Champions League | 85' Yulu-Matondo | Wedstrijdfiche | 66' Nedvěd 75' Trezeguet | Jan Breydelstadion, Brugge Toeschouwers: 28.000 Scheidsrechter: Luis Medina Cantalejo |

| Club Brugge | Juventus |

| Club Brugge (3–4–3 vlak): |    |                       |     |
|                           |    |                       |     |
| GK                        | 23 | Stijn Stijnen         |     |
| SW                        | 4  | Joos Valgaeren        | 74' |
| CB                        | 26 | Birger Maertens       |     |
| CB                        | 15 | Marek Špilár          | 65' |
| RM                        | 32 | Gunther Vanaudenaerde |     |
| CM                        | 8  | Gaëtan Englebert      |     |
| CM                        | 3  | Sven Vermant          | 84' |
| LM                        | 2  | Olivier De Cock       |     |
| RW                        | 34 | Jeanvion Yulu-Matondo |     |
| CF                        | 22 | Javier Portillo       | 52' |
| LW                        | 10 | Boško Balaban         |     |
| Wisselspelers:            |    |                       |     |
|                           |    |                       |     |
| GK                        | 13 | Glenn Verbauwhede     |     |
| MF                        | 11 | Jonathan Blondel      | 52' |
| MF                        | 14 | Grégory Dufer         |     |
| MF                        | 16 | Serhij Serebrennikov  |     |
| MF                        | 18 | Ivan Leko             | 84' |
| FW                        | 30 | Victor                | 74' |
| MF                        | 31 | Kevin Roelandts       |     |
| Coach:                    |    |                       |     |
| Jan Ceulemans             |    |                       |     |

| Juventus (4–4–2 vlak): |    |                       |     |
|                        |    |                       |     |
| GK                     | 32 | Christian Abbiati     |     |
| RB                     | 20 | Manuele Blasi         |     |
| CB                     | 6  | Robert Kovač          | 76' |
| CB                     | 28 | Fabio Cannavaro       |     |
| LB                     | 19 | Gianluca Zambrotta    |     |
| RM                     | 16 | Mauro Camoranesi      | 89' |
| CM                     | 8  | Émerson               |     |
| CM                     | 4  | Patrick Vieira        | 89' |
| LM                     | 11 | Pavel Nedvěd          | 79' |
| RF                     | 9  | Zlatan Ibrahimović    |     |
| LF                     | 17 | David Trezeguet       | 89' |
| Wisselspelers:         |    |                       |     |
|                        |    |                       |     |
| GK                     | 12 | Antonio Chimenti      |     |
| DF                     | 3  | Giorgio Chiellini     |     |
| FW                     | 10 | Alessandro Del Piero  |     |
| FW                     | 18 | Adrian Mutu           |     |
| MF                     | 23 | Giuliano Giannichedda | 89' |
| FW                     | 25 | Marcelo Zalayeta      | 89' |
| DF                     | 26 | Gladstone             |     |
| Coach:                 |    |                       |     |
| Fabio Capello          |    |                       |     |

### Groepsfase speeldag 2
|                                                    |                |                |             |                                                                        |
| 27 september 2005 Groepsfase UEFA Champions League | Bayern München | 1 – 0          | Club Brugge | Allianz Arena, München Toeschouwers: 66.000 Scheidsrechter: Tom Øvrebø |
| 27 september 2005 Groepsfase UEFA Champions League | 32' Demichelis | Wedstrijdfiche |             | Allianz Arena, München Toeschouwers: 66.000 Scheidsrechter: Tom Øvrebø |

| Bayern München | Club Brugge |

| Bayern München (4–4–2 ruit): |    |                        |         |
|                              |    |                        |         |
| GK                           | 1  | Oliver Kahn            |         |
| RB                           | 2  | Willy Sagnol           | 77'     |
| CB                           | 25 | Valérien Ismaël        |         |
| CB                           | 3  | Lúcio                  |         |
| LB                           | 69 | Bixente Lizarazu       | 52'     |
| DM                           | 6  | Martin Demichelis      |         |
| CM                           | 31 | Bastian Schweinsteiger |         |
| CM                           | 11 | Zé Roberto             |         |
| AM                           | 13 | Michael Ballack        | 56' 83' |
| RF                           | 33 | José Paolo Guerrero    | 72'     |
| LF                           | 10 | Roy Makaay             |         |
| Wisselspelers:               |    |                        |         |
|                              |    |                        |         |
| GK                           | 29 | Bernd Dreher           |         |
| MF                           | 7  | Mehmet Scholl          | 52'     |
| MF                           | 16 | Jens Jeremies          | 83'     |
| MF                           | 20 | Hasan Salihamidžić     |         |
| FW                           | 24 | Roque Santa Cruz       | 72'     |
| MF                           | 26 | Sebastian Deisler      |         |
| DF                           | 39 | Andreas Ottl           |         |
| Coach:                       |    |                        |         |
| Felix Magath                 |    |                        |         |

| Club Brugge (4–2–3–1): |    |                       |     |
|                        |    |                       |     |
| GK                     | 1  | Tomislav Butina       |     |
| RB                     | 2  | Olivier De Cock       |     |
| CB                     | 26 | Birger Maertens       |     |
| CB                     | 33 | Jason Vandelannoite   | 72' |
| LB                     | 11 | Jonathan Blondel      |     |
| CM                     | 8  | Gaëtan Englebert      | 85' |
| CM                     | 3  | Sven Vermant          | 60' |
| AM                     | 18 | Ivan Leko             | 68' |
| RW                     | 14 | Grégory Dufer         |     |
| CF                     | 7  | Gert Verheyen         | 75' |
| LW                     | 10 | Boško Balaban         |     |
| Wisselspelers:         |    |                       |     |
|                        |    |                       |     |
| GK                     | 23 | Stijn Stijnen         |     |
| DF                     | 6  | Philippe Clement      |     |
| FW                     | 22 | Javier Portillo       | 68' |
| MF                     | 27 | Vincent Provoost      |     |
| MF                     | 28 | Bart Vlaeminck        |     |
| MF                     | 31 | Kevin Roelandts       | 85' |
| FW                     | 34 | Jeanvion Yulu-Matondo | 75' |
| Coach:                 |    |                       |     |
| Jan Ceulemans          |    |                       |     |

### Groepsfase speeldag 3
|                                                  |               |                |             |                                                                               |
| 18 oktober 2005 Groepsfase UEFA Champions League | SK Rapid Wien | 0 – 1          | Club Brugge | Ernst Happelstadion, Wenen Toeschouwers: 46.000 Scheidsrechter: Stuart Dougal |
| 18 oktober 2005 Groepsfase UEFA Champions League |               | Wedstrijdfiche | 75' Balaban | Ernst Happelstadion, Wenen Toeschouwers: 46.000 Scheidsrechter: Stuart Dougal |

| Rapid | Club Brugge |

| Rapid (4–4–2 vlak): |    |                    |         |
|                     |    |                    |         |
| GK                  | 24 | Helge Payer        |         |
| RB                  | 23 | Andreas Dober      | 36' 54' |
| CB                  | 6  | György Korsós      |         |
| CB                  | 26 | Jozef Valachovič   |         |
| LB                  | 2  | Marcin Adamski     |         |
| RM                  | 11 | Steffen Hofmann    |         |
| CM                  | 22 | Radek Bejbl        | 73'     |
| CM                  | 7  | Peter Hlinka       |         |
| LM                  | 8  | Andreas Ivanschitz |         |
| RF                  | 25 | Marek Kincl        |         |
| LF                  | 9  | Axel Lawarée       | 73'     |
| Wisselspelers:      |    |                    |         |
|                     |    |                    |         |
| GK                  | 1  | Raimund Hedl       |         |
| DF                  | 3  | Vladimír Labant    |         |
| DF                  | 4  | Martin Hiden       | 54'     |
| FW                  | 10 | Muhammet Akagündüz | 73'     |
| DF                  | 12 | György Garics      |         |
| MF                  | 16 | Sebastián Martínez | 73'     |
| MF                  | 19 | Matthias Dollinger |         |
| Coach:              |    |                    |         |
| Josef Hickersberger |    |                    |         |

| Club Brugge (3–4–3 vlak): |    |                       |     |
|                           |    |                       |     |
| GK                        | 1  | Tomislav Butina       |     |
| SW                        | 6  | Philippe Clement      |     |
| CB                        | 26 | Birger Maertens       | 70' |
| CB                        | 15 | Marek Špilár          |     |
| RM                        | 32 | Gunther Vanaudenaerde |     |
| CM                        | 3  | Sven Vermant          |     |
| CM                        | 18 | Ivan Leko             |     |
| LM                        | 11 | Jonathan Blondel      |     |
| RW                        | 14 | Grégory Dufer         | 90' |
| CF                        | 22 | Javier Portillo       | 70' |
| LW                        | 10 | Boško Balaban         |     |
| Wisselspelers:            |    |                       |     |
|                           |    |                       |     |
| GK                        | 23 | Stijn Stijnen         |     |
| FW                        | 7  | Gert Verheyen         | 70' |
| MF                        | 8  | Gaëtan Englebert      | 70' |
| FW                        | 30 | Victor                |     |
| MF                        | 31 | Kevin Roelandts       | 90' |
| DF                        | 33 | Jason Vandelannoite   |     |
| FW                        | 34 | Jeanvion Yulu-Matondo |     |
| Coach:                    |    |                       |     |
| Jan Ceulemans             |    |                       |     |

### Groepsfase speeldag 4
|                                                  |                                      |                |                      |                                                                            |
| 2 november 2005 Groepsfase UEFA Champions League | Club Brugge                          | 3 – 2          | SK Rapid Wien        | Jan Breydelstadion, Brugge Toeschouwers: 27.514 Scheidsrechter: Alon Yefet |
| 2 november 2005 Groepsfase UEFA Champions League | 9' Portillo 25' Balaban 63' Verheyen | Wedstrijdfiche | 1' Kincl 81' Hofmann | Jan Breydelstadion, Brugge Toeschouwers: 27.514 Scheidsrechter: Alon Yefet |

| Club Brugge | Rapid |

| Club Brugge (3–4–3 vlak): |    |                       |         |
|                           |    |                       |         |
| GK                        | 1  | Tomislav Butina       |         |
| SW                        | 6  | Philippe Clement      |         |
| CB                        | 26 | Birger Maertens       |         |
| CB                        | 15 | Marek Špilár          |         |
| RM                        | 32 | Gunther Vanaudenaerde |         |
| CM                        | 3  | Sven Vermant          | 14'     |
| CM                        | 18 | Ivan Leko             | 86'     |
| LM                        | 11 | Jonathan Blondel      | 29'     |
| RW                        | 7  | Gert Verheyen         |         |
| CF                        | 22 | Javier Portillo       | 90'     |
| LW                        | 10 | Boško Balaban         | 83'     |
| Wisselspelers:            |    |                       |         |
|                           |    |                       |         |
| GK                        | 23 | Stijn Stijnen         |         |
| DF                        | 2  | Olivier De Cock       |         |
| MF                        | 8  | Gaëtan Englebert      | 83'     |
| MF                        | 14 | Grégory Dufer         |         |
| FW                        | 19 | Rune Lange            |         |
| FW                        | 30 | Victor                | 90' 90' |
| MF                        | 31 | Kevin Roelandts       | 86'     |
| Coach:                    |    |                       |         |
| Jan Ceulemans             |    |                       |         |

| Rapid (4–4–2 vlak): |    |                    |         |
|                     |    |                    |         |
| GK                  | 1  | Raimund Hedl       |         |
| RB                  | 23 | Andreas Dober      | 45' 83' |
| CB                  | 6  | György Korsós      |         |
| CB                  | 4  | Martin Hiden       |         |
| LB                  | 2  | Marcin Adamski     |         |
| RM                  | 11 | Steffen Hofmann    |         |
| CM                  | 22 | Radek Bejbl        |         |
| CM                  | 7  | Peter Hlinka       |         |
| LM                  | 19 | Matthias Dollinger | 32' 70' |
| RF                  | 25 | Marek Kincl        | 74'     |
| LF                  | 9  | Axel Lawarée       | 70'     |
| Wisselspelers:      |    |                    |         |
|                     |    |                    |         |
| GK                  | 30 | Andreas Lukse      |         |
| DF                  | 3  | Vladimír Labant    |         |
| FW                  | 10 | Muhammet Akagündüz | 70'     |
| DF                  | 12 | György Garics      | 83'     |
| MF                  | 16 | Sebastián Martínez | 70'     |
| FW                  | 20 | Roman Kienast      |         |
| DF                  | 26 | Jozef Valachovič   |         |
| Coach:              |    |                    |         |
| Josef Hickersberger |    |                    |         |

### Groepsfase speeldag 5
|                                                   |               |                |             |                                                                           |
| 22 november 2005 Groepsfase UEFA Champions League | Juventus      | 1 – 0          | Club Brugge | Stadio delle Alpi, Turijn Toeschouwers: 15.000 Scheidsrechter: Rob Styles |
| 22 november 2005 Groepsfase UEFA Champions League | 80' Del Piero | Wedstrijdfiche |             | Stadio delle Alpi, Turijn Toeschouwers: 15.000 Scheidsrechter: Rob Styles |

| Juventus | Club Brugge |

| Juventus (4–4–2 vlak): |    |                       |     |
|                        |    |                       |     |
| GK                     | 32 | Christian Abbiati     |     |
| RB                     | 21 | Lilian Thuram         |     |
| CB                     | 3  | Giorgio Chiellini     |     |
| CB                     | 28 | Fabio Cannavaro       |     |
| LB                     | 19 | Gianluca Zambrotta    | 39' |
| RM                     | 16 | Mauro Camoranesi      | 81' |
| CM                     | 8  | Émerson               |     |
| CM                     | 4  | Patrick Vieira        |     |
| LM                     | 11 | Pavel Nedvěd          |     |
| RF                     | 10 | Alessandro Del Piero  |     |
| LF                     | 17 | David Trezeguet       | 84' |
| Wisselspelers:         |    |                       |     |
|                        |    |                       |     |
| GK                     | 12 | Antonio Chimenti      |     |
| DF                     | 6  | Robert Kovač          |     |
| MF                     | 7  | Gianluca Pessotto     |     |
| FW                     | 18 | Adrian Mutu           | 81' |
| MF                     | 20 | Manuele Blasi         |     |
| MF                     | 23 | Giuliano Giannichedda |     |
| FW                     | 25 | Marcelo Zalayeta      | 84' |
| Coach:                 |    |                       |     |
| Fabio Capello          |    |                       |     |

| Club Brugge (3–5–2): |    |                       |     |     |
|                      |    |                       |     |     |
| GK                   | 1  | Tomislav Butina       |     |     |
| SW                   | 6  | Philippe Clement      | 14' | 51' |
| CB                   | 26 | Birger Maertens       |     |     |
| CB                   | 15 | Marek Špilár          |     |     |
| RM                   | 32 | Gunther Vanaudenaerde |     |     |
| DM                   | 3  | Sven Vermant          |     |     |
| CM                   | 14 | Grégory Dufer         | 81' |     |
| CM                   | 18 | Ivan Leko             |     |     |
| LM                   | 17 | Ivan Gvozdenović      | 84' |     |
| RF                   | 7  | Gert Verheyen         |     |     |
| LF                   | 22 | Javier Portillo       |     |     |
| Wisselspelers:       |    |                       |     |     |
|                      |    |                       |     |     |
| GK                   | 23 | Stijn Stijnen         |     |     |
| MF                   | 8  | Gaëtan Englebert      | 51' |     |
| FW                   | 10 | Boško Balaban         |     |     |
| MF                   | 16 | Serhij Serebrennikov  | 81' |     |
| FW                   | 19 | Rune Lange            | 84' |     |
| FW                   | 30 | Victor                |     |     |
| MF                   | 31 | Kevin Roelandts       |     |     |
| Coach:               |    |                       |     |     |
| Jan Ceulemans        |    |                       |     |     |

### Groepsfase speeldag 6
|                                                  |              |                |                |                                                                                 |
| 7 december 2005 Groepsfase UEFA Champions League | Club Brugge  | 1 – 1          | Bayern München | Jan Breydelstadion, Brugge Toeschouwers: 27.861 Scheidsrechter: Laurent Duhamel |
| 7 december 2005 Groepsfase UEFA Champions League | 32' Portillo | Wedstrijdfiche | 21' Pizarro    | Jan Breydelstadion, Brugge Toeschouwers: 27.861 Scheidsrechter: Laurent Duhamel |

| Club Brugge | Bayern München |

| Club Brugge (4–2–3–1): |    |                       |     |
|                        |    |                       |     |
| GK                     | 1  | Tomislav Butina       |     |
| RB                     | 26 | Birger Maertens       |     |
| CB                     | 6  | Philippe Clement      |     |
| CB                     | 15 | Marek Špilár          |     |
| LB                     | 33 | Jason Vandelannoite   |     |
| CM                     | 8  | Gaëtan Englebert      | 90' |
| CM                     | 3  | Sven Vermant          | 14' |
| AM                     | 31 | Kevin Roelandts       |     |
| RW                     | 34 | Jeanvion Yulu-Matondo | 89' |
| CF                     | 19 | Rune Lange            | 78' |
| LW                     | 22 | Javier Portillo       |     |
| Wisselspelers:         |    |                       |     |
|                        |    |                       |     |
| GK                     | 13 | Glenn Verbauwhede     |     |
| FW                     | 7  | Gert Verheyen         |     |
| FW                     | 9  | Manasseh Ishiaku      |     |
| FW                     | 10 | Boško Balaban         |     |
| MF                     | 14 | Grégory Dufer         | 89' |
| MF                     | 17 | Ivan Gvozdenović      | 78' |
| DF                     | 32 | Gunther Vanaudenaerde | 90' |
| Coach:                 |    |                       |     |
| Jan Ceulemans          |    |                       |     |

| Bayern München (4–4–2 ruit): |    |                        |     |
|                              |    |                        |     |
| GK                           | 1  | Oliver Kahn            |     |
| RB                           | 21 | Philipp Lahm           |     |
| CB                           | 25 | Valérien Ismaël        |     |
| CB                           | 6  | Martín Demichelis      |     |
| LB                           | 69 | Bixente Lizarazu       |     |
| DM                           | 23 | Owen Hargreaves        | 67' |
| CM                           | 26 | Sebastian Deisler      |     |
| CM                           | 8  | Ali Karimi             | 46' |
| AM                           | 13 | Michael Ballack        |     |
| RF                           | 14 | Claudio Pizarro        | 85' |
| LF                           | 10 | Roy Makaay             | 46' |
| Wisselspelers:               |    |                        |     |
|                              |    |                        |     |
| GK                           | 22 | Michael Rensing        |     |
| MF                           | 11 | Zé Roberto             | 46' |
| MF                           | 16 | Jens Jeremies          |     |
| MF                           | 31 | Bastian Schweinsteiger | 67' |
| FW                           | 33 | José Paolo Guerrero    | 46' |
| DF                           | 39 | Andreas Ottl           |     |
| Coach:                       |    |                        |     |
| Felix Magath                 |    |                        |     |

## UEFA Cup

### Derde ronde (heen)
|                                       |              |                |                                       |                                                                                |
| 15 februari 2006 Derde ronde UEFA Cup | Club Brugge  | 1 – 2          | AS Roma                               | Jan Breydelstadion, Brugge Toeschouwers: 27.138 Scheidsrechter: Joeri Baskakov |
| 15 februari 2006 Derde ronde UEFA Cup | 61' Portillo | Wedstrijdfiche | 44' (e.d.) Vanaudenaerde 74' Perrotta | Jan Breydelstadion, Brugge Toeschouwers: 27.138 Scheidsrechter: Joeri Baskakov |

| Club Brugge | AS Roma |

| Club Brugge (4–3–3 punt naar achteren): |    |                       |     |
|                                         |    |                       |     |
| GK                                      | 1  | Tomislav Butina       | 16' |
| RB                                      | 32 | Gunther Vanaudenaerde | 85' |
| CB                                      | 2  | Olivier De Cock       |     |
| CB                                      | 26 | Birger Maertens       |     |
| LB                                      | 5  | Michael Klukowski     |     |
| DM                                      | 3  | Sven Vermant          |     |
| CM                                      | 31 | Kevin Roelandts       | 53' |
| CM                                      | 14 | Grégory Dufer         |     |
| RW                                      | 18 | Ivan Leko             |     |
| LF                                      | 22 | Javier Portillo       |     |
| LW                                      | 10 | Boško Balaban         |     |
| Wisselspelers:                          |    |                       |     |
|                                         |    |                       |     |
| GK                                      | 23 | Stijn Stijnen         | 16' |
| FW                                      | 9  | Manasseh Ishiaku      | 53' |
| MF                                      | 17 | Ivan Gvozdenović      | 85' |
| Coach:                                  |    |                       |     |
| Jan Ceulemans                           |    |                       |     |

| AS Roma (4–2–3–1): |    |                   |     |
|                    |    |                   |     |
| GK                 | 1  | Gianluca Curci    |     |
| RB                 | 2  | Christian Panucci |     |
| CB                 | 4  | Samuel Kuffour    |     |
| CB                 | 5  | Philippe Mexès    |     |
| LB                 | 25 | Leandro Cufré     |     |
| CM                 | 15 | Olivier Dacourt   |     |
| CM                 | 16 | Daniele De Rossi  | 27' |
| RM                 | 17 | Damiano Tommasi   |     |
| AM                 | 20 | Simone Perrotta   | 89' |
| LM                 | 30 | Mancini           | 89' |
| CF                 | 9  | Vincenzo Montella | 66' |
| Wisselspelers:     |    |                   |     |
|                    |    |                   |     |
| MF                 | 11 | Taddei            | 66' |
| MF                 | 14 | Houssine Kharja   | 89' |
| MF                 | 7  | Edgar Álvarez     | 89' |
| Coach:             |    |                   |     |
| Luciano Spalletti  |    |                   |     |

### Derde ronde (terug)
|                                       |                      |                |              |                                                                            |
| 23 februari 2006 Derde ronde UEFA Cup | AS Roma              | 2 – 1          | Club Brugge  | Stadio Olimpico, Rome Toeschouwers: 10.000 Scheidsrechter: Claus Bo Larsen |
| 23 februari 2006 Derde ronde UEFA Cup | 55' Mancini 71' Bovo | Wedstrijdfiche | 60' Verheyen | Stadio Olimpico, Rome Toeschouwers: 10.000 Scheidsrechter: Claus Bo Larsen |

| AS Roma | Club Brugge |

| AS Roma (4–2–3–1): |    |                   |     |
|                    |    |                   |     |
| GK                 | 1  | Gianluca Curci    |     |
| RB                 | 3  | Cesare Bovo       |     |
| CB                 | 4  | Samuel Kuffour    |     |
| CB                 | 5  | Philippe Mexès    |     |
| LB                 | 25 | Leandro Cufré     |     |
| CM                 | 14 | Houssine Kharja   |     |
| CM                 | 7  | Edgar Álvarez     | 70' |
| RM                 | 17 | Damiano Tommasi   |     |
| AM                 | 8  | Alberto Aquilani  |     |
| LM                 | 30 | Mancini           | 88' |
| CF                 | 9  | Vincenzo Montella | 73' |
| Wisselspelers:     |    |                   |     |
|                    |    |                   |     |
| MF                 | 20 | Simone Perrotta   | 70' |
| MF                 | 11 | Taddei            | 73' |
| DF                 | 13 | Cristian Chivu    | 88' |
| Coach:             |    |                   |     |
| Luciano Spalletti  |    |                   |     |

| Club Brugge (4–3–3 punt naar achteren): |    |                       |     |
|                                         |    |                       |     |
| GK                                      | 23 | Stijn Stijnen         |     |
| RB                                      | 2  | Olivier De Cock       |     |
| CB                                      | 26 | Birger Maertens       |     |
| CB                                      | 6  | Philippe Clement      |     |
| LB                                      | 5  | Michael Klukowski     | 62' |
| DM                                      | 3  | Sven Vermant          | 62' |
| CM                                      | 8  | Gaëtan Englebert      |     |
| CM                                      | 17 | Ivan Gvozdenović      |     |
| RW                                      | 7  | Gert Verheyen         | 62' |
| CF                                      | 10 | Boško Balaban         |     |
| LW                                      | 34 | Jeanvion Yulu-Matondo |     |
| Wisselspelers:                          |    |                       |     |
|                                         |    |                       |     |
| MF                                      | 18 | Ivan Leko             | 62' |
| MF                                      | 31 | Kevin Roelandts       | 62' |
| FW                                      | 22 | Javier Portillo       | 62' |
| Coach:                                  |    |                       |     |
| Jan Ceulemans                           |    |                       |     |

## Beker van België

### Wedstrijd
| Wedstrijddetails                                                                           | Thuisploeg              | Uitslag           | Uitploeg    | Opstelling | Kaarten            |
| ------------------------------------------------------------------------------------------ | ----------------------- | ----------------- | ----------- | --- | ------------------ |
| 1/16e finale                                                                               |                         |                   |             | |                    |
| 30 november 2005 20:00 Regenboogstadion Waregem Ref.: Eddie Vermeirsch Toeschouwers: 8.500 | Zulte Waregem           | 2 – 1             | Club Brugge | Butina Maertens, Clement, Špilár Vanaudenaerde, Englebert (46' Balaban), Vermant (60' Dufer), Gvozdenović Leko (73' Yulu-Matondo) Verheyen , Ishiaku 3–5–2 | Leko Vanaudenaerde |
| 30 november 2005 20:00 Regenboogstadion Waregem Ref.: Eddie Vermeirsch Toeschouwers: 8.500 | D'Haemers 21' Dupré 53' | 1 – 0 2 – 0 2 – 1 | 89' Ishiaku | Butina Maertens, Clement, Špilár Vanaudenaerde, Englebert (46' Balaban), Vermant (60' Dufer), Gvozdenović Leko (73' Yulu-Matondo) Verheyen , Ishiaku 3–5–2 | Leko Vanaudenaerde |

### Laatste 16
|  | 1/8e finale | 1/8e finale                  | 1/8e finale         |     |                     | kwartfinale | kwartfinale        | kwartfinale |  |  | halve finale | halve finale | halve finale     |   |  | finale | finale | finale |
|  |             |                              |                     |     |                     |             |                    |             |  |  |              |              |                  |   |  |        |        |        |
|  |             | KAA Gent                     | 1 (4)               |     |                     |             |                    |             |  |  |              |              |                  |   |  |        |        |        |
|  |             | Cercle Brugge                | 1 (2)               |     |                     |             |                    |             |  |  |              |              |                  |   |  |        |        |        |
|  |             | Cercle Brugge                | 1 (2)               |     | KAA Gent            | 2           |                    |             |  |  |              |              |                  |   |  |        |        |        |
|  |             |                              |                     |     | KAA Gent            | 2           |                    |             |  |  |              |              |                  |   |  |        |        |        |
|  |             |                              | Standard de Liège   | 1 4 |                     |             |                    |             |  |  |              |              |                  |   |  |        |        |        |
|  |             | Standard de Liège            | Standard de Liège   | 1 4 | 1                   |             |                    |             |  |  |              |              |                  |   |  |        |        |        |
|  |             |                              |                     |     | 1                   |             |                    |             |  |  |              |              |                  |   |  |        |        |        |
|  |             | Germinal Beerschot Antwerpen | 0                   |     |                     |             |                    |             |  |  |              |              |                  |   |  |        |        |        |
|  |             |                              |                     |     |                     |             | Standard de Liège  | 1           |  |  |              |              |                  |   |  |        |        |        |
|  |             |                              |                     |     |                     |             |                    |             |  |  |              |              |                  |   |  |        |        |        |
|  |             |                              | SV Zulte Waregem    | 2 0 |                     |             |                    |             |  |  |              |              |                  |   |  |        |        |        |
|  |             | Verbroedering Geel           | SV Zulte Waregem    | 2 0 | 0                   |             |                    |             |  |  |              |              |                  |   |  |        |        |        |
|  |             |                              |                     |     | 0                   |             |                    |             |  |  |              |              |                  |   |  |        |        |        |
|  |             | SV Zulte Waregem             | 1                   |     |                     |             |                    |             |  |  |              |              |                  |   |  |        |        |        |
|  |             | SV Zulte Waregem             | 1                   |     | SV Zulte Waregem    | 3 1         |                    |             |  |  |              |              |                  |   |  |        |        |        |
|  |             |                              |                     |     | SV Zulte Waregem    | 3 1         |                    |             |  |  |              |              |                  |   |  |        |        |        |
|  |             |                              | KVC Westerlo        | 0 3 |                     |             |                    |             |  |  |              |              |                  |   |  |        |        |        |
|  |             | Lierse SK                    | KVC Westerlo        | 0 3 | 1                   |             |                    |             |  |  |              |              |                  |   |  |        |        |        |
|  |             |                              |                     |     | 1                   |             |                    |             |  |  |              |              |                  |   |  |        |        |        |
|  |             | KVC Westerlo                 | 2                   |     |                     |             |                    |             |  |  |              |              |                  |   |  |        |        |        |
|  |             |                              |                     |     |                     |             |                    |             |  |  |              |              | SV Zulte Waregem | 2 |  |        |        |        |
|  |             |                              |                     |     |                     |             |                    |             |  |  |              |              |                  | 2 |  |        |        |        |
|  |             |                              | Excelsior Moeskroen | 1   |                     |             |                    |             |  |  |              |              |                  |   |  |        |        |        |
|  |             | Sint-Truidense VV            | Excelsior Moeskroen | 1   | 2                   |             |                    |             |  |  |              |              |                  |   |  |        |        |        |
|  |             | Sint-Truidense VV            |                     |     | 2                   |             |                    |             |  |  |              |              |                  |   |  |        |        |        |
|  |             | KRC Genk                     | 1                   |     |                     |             |                    |             |  |  |              |              |                  |   |  |        |        |        |
|  |             | KRC Genk                     | 1                   |     | Sint-Truidense VV   | 0           |                    |             |  |  |              |              |                  |   |  |        |        |        |
|  |             |                              |                     |     | Sint-Truidense VV   | 0           |                    |             |  |  |              |              |                  |   |  |        |        |        |
|  |             |                              | Sporting Charleroi  | 0 2 |                     |             |                    |             |  |  |              |              |                  |   |  |        |        |        |
|  |             | Sporting Charleroi           | Sporting Charleroi  | 0 2 | 2                   |             |                    |             |  |  |              |              |                  |   |  |        |        |        |
|  |             |                              |                     |     | 2                   |             |                    |             |  |  |              |              |                  |   |  |        |        |        |
|  |             | Oud-Heverlee Leuven          | 0                   |     |                     |             |                    |             |  |  |              |              |                  |   |  |        |        |        |
|  |             |                              |                     |     |                     |             | Sporting Charleroi | 0 1         |  |  |              |              |                  |   |  |        |        |        |
|  |             |                              |                     |     |                     |             |                    |             |  |  |              |              |                  |   |  |        |        |        |
|  |             |                              | Excelsior Moeskroen | 1   |                     |             |                    |             |  |  |              |              |                  |   |  |        |        |        |
|  |             | Excelsior Moeskroen          | Excelsior Moeskroen | 1   | 2                   |             |                    |             |  |  |              |              |                  |   |  |        |        |        |
|  |             | Excelsior Moeskroen          |                     |     | 2                   |             |                    |             |  |  |              |              |                  |   |  |        |        |        |
|  |             | RAEC Mons                    | 1                   |     |                     |             |                    |             |  |  |              |              |                  |   |  |        |        |        |
|  |             | RAEC Mons                    | 1                   |     | Excelsior Moeskroen | 0 2         |                    |             |  |  |              |              |                  |   |  |        |        |        |
|  |             |                              |                     |     | Excelsior Moeskroen | 0 2         |                    |             |  |  |              |              |                  |   |  |        |        |        |
|  |             |                              | KSK Beveren         | 0   |                     |             |                    |             |  |  |              |              |                  |   |  |        |        |        |
|  |             | KSK Beveren                  | KSK Beveren         | 0   | 5                   |             |                    |             |  |  |              |              |                  |   |  |        |        |        |
|  |             | KSK Beveren                  |                     |     | 5                   |             |                    |             |  |  |              |              |                  |   |  |        |        |        |
|  |             | KSC Lokeren Oost-Vlaanderen  | 1                   |     |                     |             |                    |             |  |  |              |              |                  |   |  |        |        |        |

## Statistieken
| Naam                  | Positie      | Nationaliteit | Wedstrijden                 | Wedstrijden                   | Wedstrijden                | Wedstrijden |
| Naam                  | Positie      | Nationaliteit | Jupiler League (doelpunten) | Beker van België (doelpunten) | Europa League (doelpunten) |             |
| --------------------- | ------------ | ------------- | --------------------------- | ----------------------------- | -------------------------- | ----------- |
| Tomislav Butina       | Doelman      | Kroatië       | 19 (0)                      | 1 (0)                         | 8 (0)                      |             |
| Stijn Stijnen         | Doelman      | België        | 15 (0)                      | 0 (0)                         | 3 (0)                      |             |
| Glenn Verbauwhede     | Doelman      | België        | 0 (0)                       | 0 (0)                         | 0 (0)                      |             |
| Philippe Clement      | Verdediger   | België        | 22 (4)                      | 1 (0)                         | 7 (0)                      |             |
| Olivier De Cock       | Verdediger   | België        | 20 (0)                      | 0 (0)                         | 6 (0)                      |             |
| Ivan Gvozdenović      | Verdediger   | Servië        | 12 (0)                      | 1 (0)                         | 4 (0)                      |             |
| Michael Klukowski     | Verdediger   | Canada        | 18 (0)                      | 0 (0)                         | 4 (0)                      |             |
| Birger Maertens       | Verdediger   | België        | 33 (0)                      | 1 (0)                         | 10 (0)                     |             |
| Marek Špilár          | Verdediger   | Slowakije     | 12 (0)                      | 1 (0)                         | 5 (0)                      |             |
| Matthias Trenson      | Verdediger   | België        | 0 (0)                       | 0 (0)                         | 0 (0)                      |             |
| Joos Valgaeren        | Verdediger   | België        | 5 (0)                       | 0 (0)                         | 3 (0)                      |             |
| Günther Vanaudenaerde | Verdediger   | België        | 22 (0)                      | 1 (0)                         | 7 (0)                      |             |
| Jason Vandelannoite   | Verdediger   | België        | 15 (0)                      | 0 (0)                         | 2 (0)                      |             |
| Jonathan Blondel      | Middenvelder | België        | 11 (0)                      | 0 (0)                         | 6 (0)                      |             |
| Grégory Dufer         | Middenvelder | België        | 19 (2)                      | 1 (0)                         | 6 (0)                      |             |
| Gaëtan Englebert      | Middenvelder | België        | 29 (0)                      | 1 (0)                         | 9 (0)                      |             |
| Sebastian Hermans     | Middenvelder | België        | 0 (0)                       | 0 (0)                         | 0 (0)                      |             |
| Ivan Leko             | Middenvelder | Kroatië       | 30 (5)                      | 1 (0)                         | 9 (0)                      |             |
| Vincent Provoost      | Middenvelder | België        | 1 (0)                       | 0 (0)                         | 0 (0)                      |             |
| Kevin Roelandts       | Middenvelder | België        | 21 (2)                      | 0 (0)                         | 6 (0)                      |             |
| Serhij Serebrennikov  | Middenvelder | Oekraïne      | 2 (0)                       | 0 (0)                         | 1 (0)                      |             |
| Elrio van Heerden     | Middenvelder | Zuid-Afrika   | 10 (0)                      | 0 (0)                         | 0 (0)                      |             |
| Sven Vermant          | Middenvelder | België        | 32 (1)                      | 1 (0)                         | 10 (0)                     |             |
| Bart Vlaeminck        | Middenvelder | België        | 0 (0)                       | 0 (0)                         | 0 (0)                      |             |
| Boško Balaban         | Aanvaller    | Kroatië       | 30 (13)                     | 1 (0)                         | 8 (3)                      |             |
| Manasseh Ishiaku      | Aanvaller    | Nigeria       | 17 (3)                      | 1 (1)                         | 2 (0)                      |             |
| Rune Lange            | Aanvaller    | Noorwegen     | 2 (2)                       | 0 (0)                         | 2 (0)                      |             |
| Javier Portillo       | Aanvaller    | Spanje        | 24 (8)                      | 0 (0)                         | 8 (3)                      |             |
| Dieter Van Tornhout   | Aanvaller    | België        | 0 (0)                       | 0 (0)                         | 1 (0)                      |             |
| Gert Verheyen         | Aanvaller    | België        | 32 (7)                      | 1 (0)                         | 7 (2)                      |             |
| Victor                | Aanvaller    | Brazilië      | 6 (1)                       | 0 (0)                         | 2 (0)                      |             |
| Jeanvion Yulu-Matondo | Aanvaller    | België        | 13 (1)                      | 1 (0)                         | 4 (1)                      |             |

## Afbeeldingen

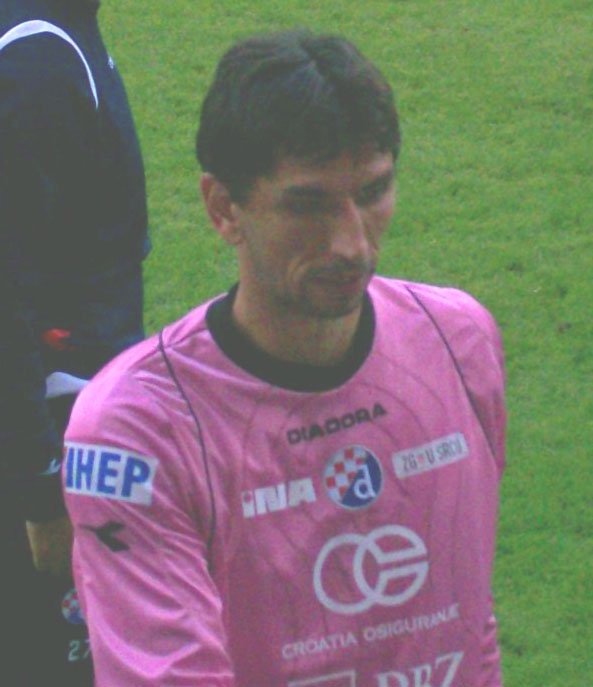
Tomislav Butina (doelman)
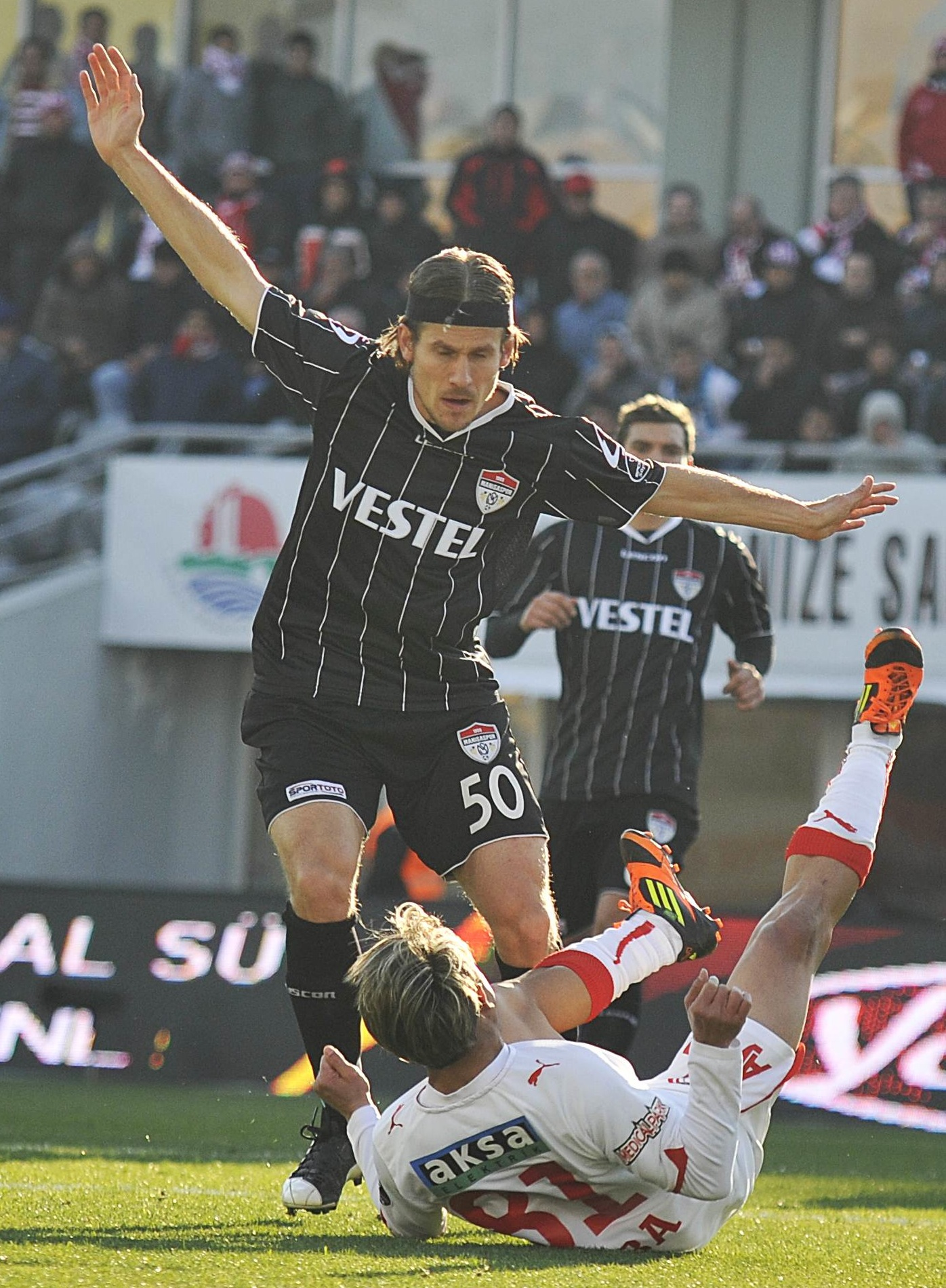
Michael Klukowski (verdediger)
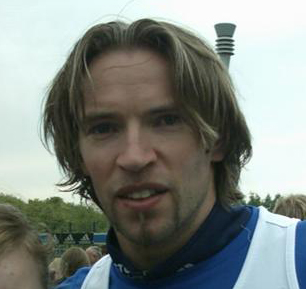
Sven Vermant (middenvelder)
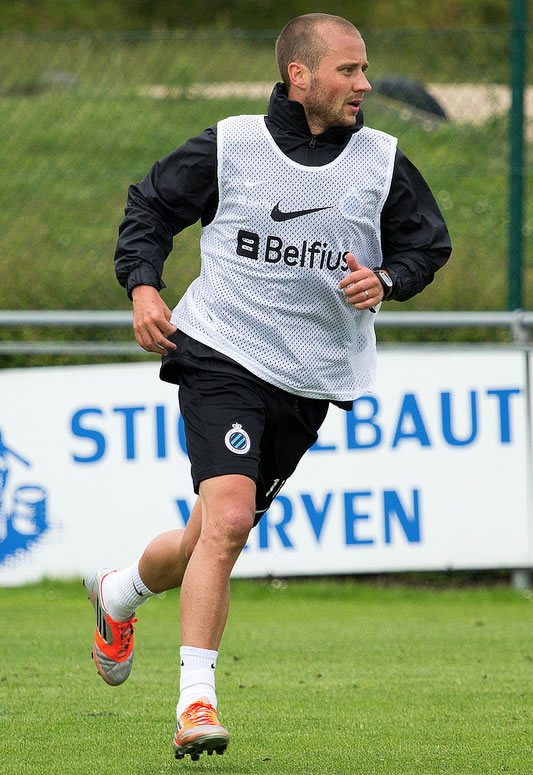
Jonathan Blondel (middenvelder)
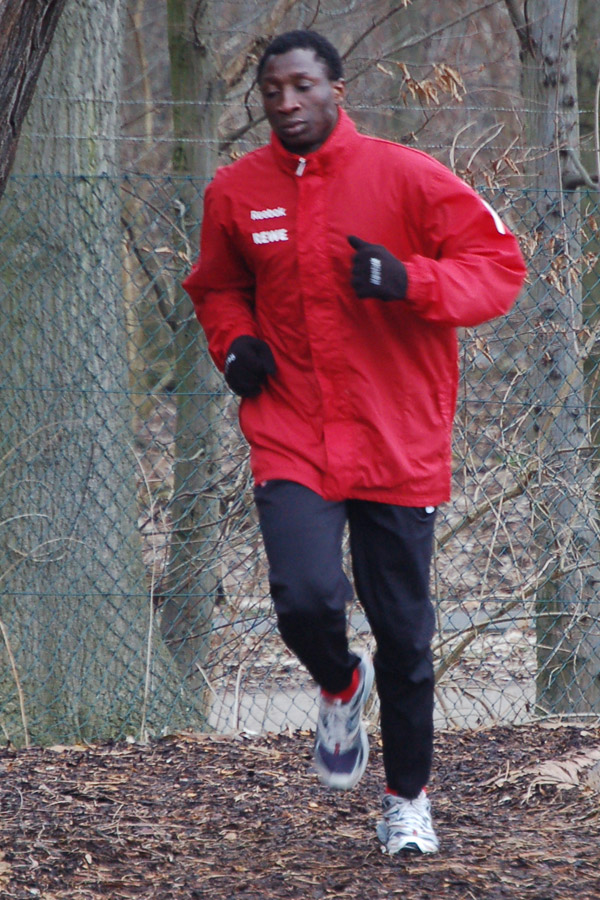
Manasseh Ishiaku (aanvaller)
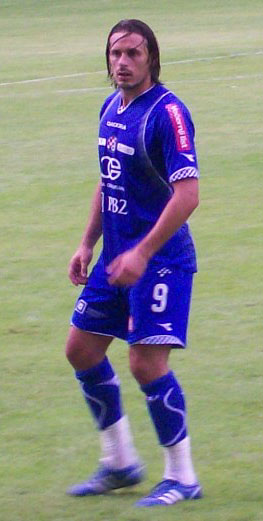
Boško Balaban (aanvaller)
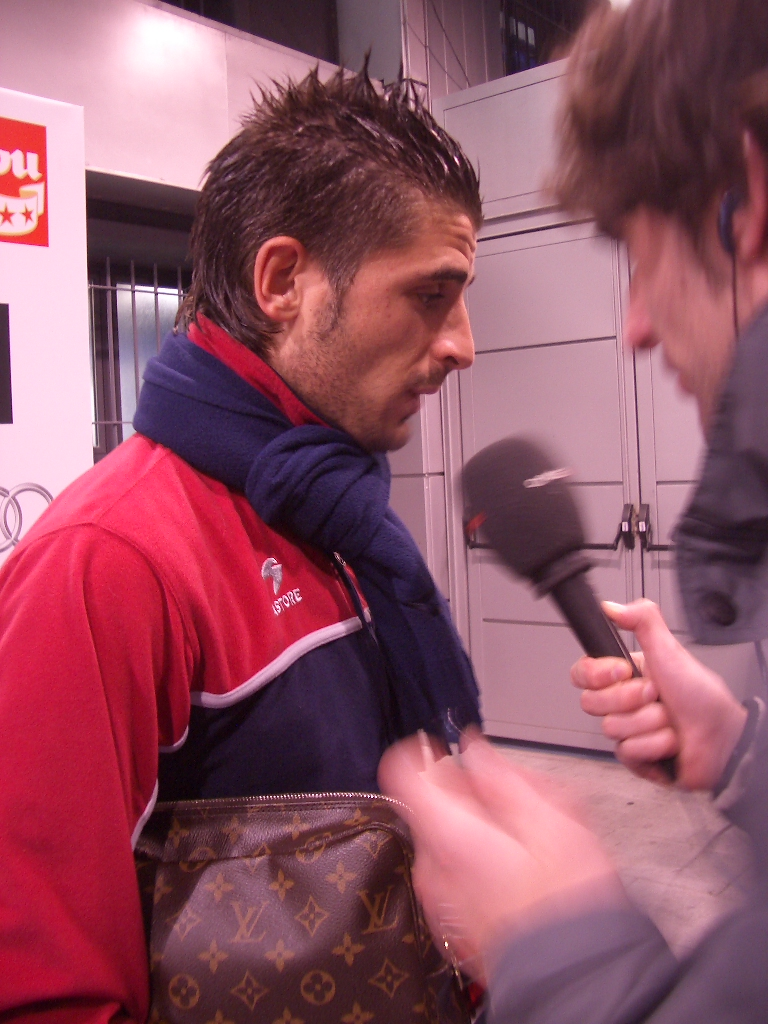
Javier Portillo (aanvaller)
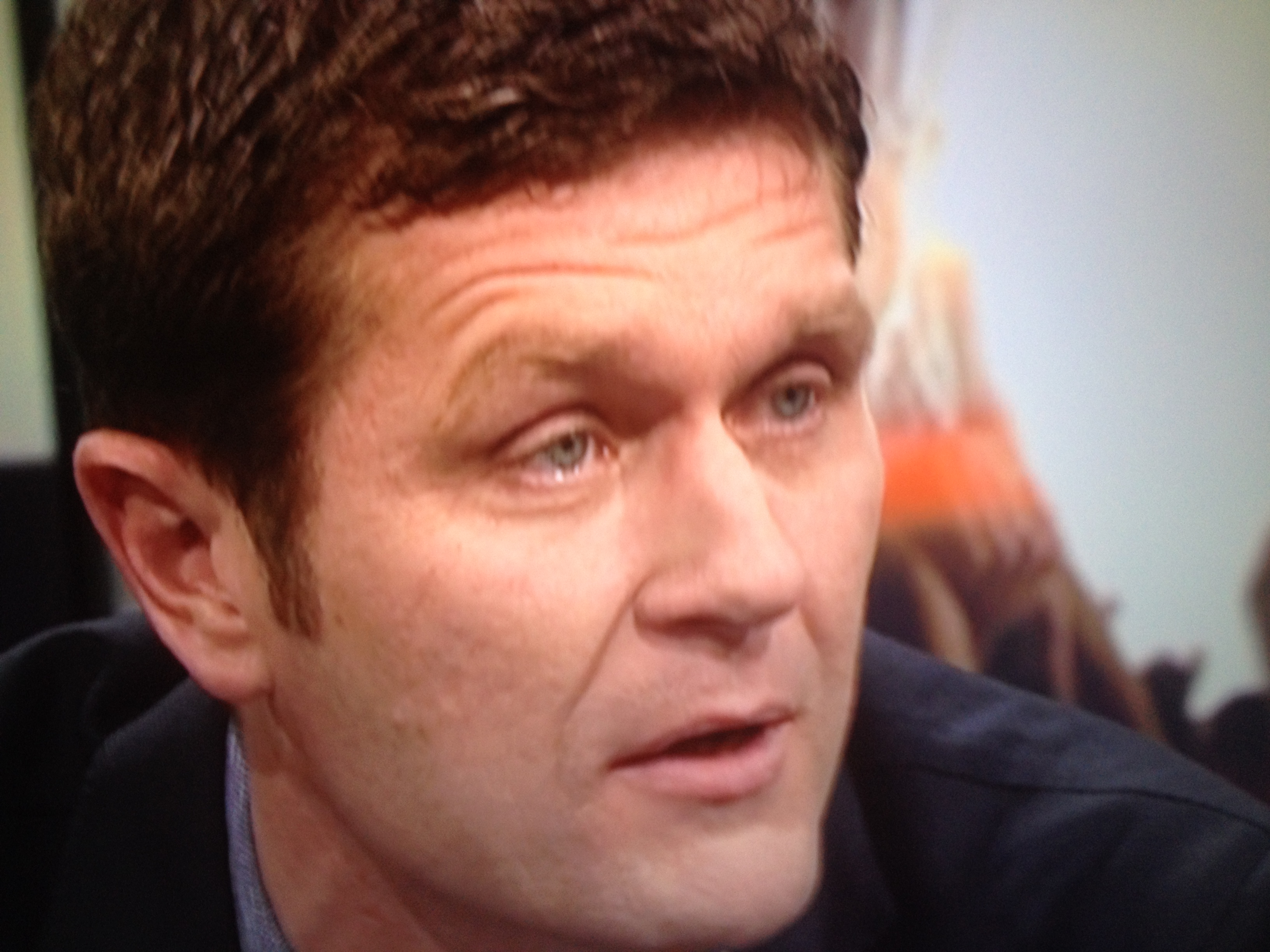
Gert Verheyen (aanvaller)